# Paul VI
Pour les articles homonymes, voir Paul VI (homonymie).
Giovanni Battista Montini, né le 26 septembre 1897 à Concesio (royaume d'Italie) et mort le 6 août 1978 à Castel Gandolfo (Italie), est un prélat catholique italien et saint de l'Église catholique, élu pape le 21 juin 1963 sous le nom de Paul VI (en latin Paulus VI, en italien Paolo VI). En qualité d'évêque de Rome et chef d'État du Vatican, il est le 262e pape de l'Église catholique jusqu'à sa mort.
Comme souverain pontife il succède à Jean XXIII et s’attache à poursuivre et conclure le concile Vatican II, amorçant ainsi une profonde mise à jour (aggiornamento) de l’Église. Paul VI joue un rôle central dans la réforme de la Curie romaine, la création du synode des évêques, la modernisation de la liturgie (notamment l’introduction des langues nationales dans la messe), et la publication de plusieurs encycliques majeures comme Ecclesiam Suam (1964), Populorum progressio (1967) sur le développement des peuples, et Humanæ vitæ (1968) sur la régulation des naissances. 
Premier pape à voyager hors d’Europe depuis 1870, il marque l’histoire par ses nombreux déplacements apostoliques sur tous les continents : Terre sainte, Inde, ONU à New York, Fátima, Colombie, Ouganda, Extrême-Orient, etc. Il s’engage aussi résolument dans le dialogue œcuménique, levant en 1965 l’excommunication mutuelle entre Rome et Constantinople datant du schisme de 1054, et rencontrant de nombreux chefs d’Églises chrétiennes. 
Son pontificat, traversé par les bouleversements des années 1960-1970, est marqué par le souci de l’ouverture au monde moderne, la défense de la doctrine catholique et la promotion du dialogue, mais aussi par des tensions internes, certains jugeant ses réformes trop timides, d’autres trop audacieuses.
Paul VI est béatifié par le pape François le 19 octobre 2014, puis canonisé le 14 octobre 2018. Sa fête liturgique est célébrée le 29 mai, date de son ordination sacerdotale.

## Jeunesse et ascension

### Origines

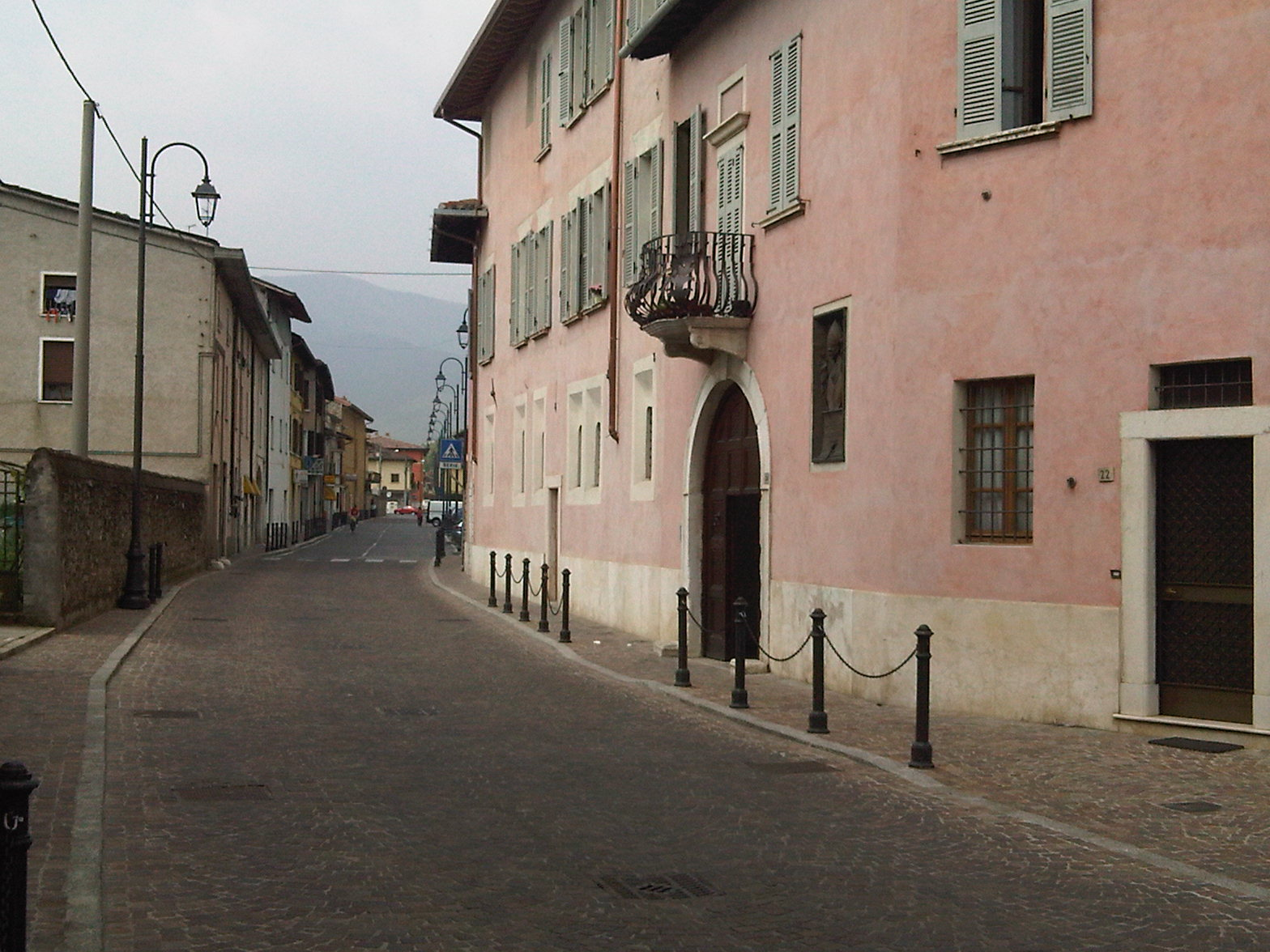
La maison natale de Giovanni Battista Montini à Concesio.

Issu d'une famille catholique d'origine montagnarde, Giovanni Battista Enrico Antonio Maria Montini est le fils de Giorgio Montini (1860-1943), directeur du journal catholique Il cittadino di Brescia, plusieurs fois parlementaire, et de Giuditta Alghisi (1874-1943).
Après avoir achevé ses études de droit en 1882, Giorgio Montini prend la direction du journal catholique de la ville de Brescia, Il Cittadino di Brescia. Représentant dans sa province du Mouvement catholique (Movimento cattolico), il fonde des cuisines économiques, un dortoir Saint-Vincent pour accueillir les déshérités, et un « Secrétariat du peuple » destiné à donner des conseils juridiques et administratifs aux paysans et aux ouvriers.
Giuditta Alghisi est originaire de Verolavecchia, un village situé au sud de Brescia. Ayant perdu ses parents très jeune, elle fut placée sous l'autorité d'un tuteur et envoyée dans un pensionnat religieux à Milan. Elle épouse Giorgio Montini le 1er août 1895 à 21 ans, quinze jours à peine après sa majorité.
Giovanni Battista Montini naît le 26 septembre 1897 à Concesio. Il est baptisé à l'église de Pieve di Concesio le 30 septembre de la même année.
Il a deux frères : l'aîné, Lodovico (né le 8 mai 1896, décédé en 1989), devient député puis sénateur de la Démocratie chrétienne, et le puîné, Francesco (décédé le 8 janvier 1971), médecin.
Comme le veut la coutume pour les familles bourgeoises de Brescia, il est confié à une nourrice. C'est Clorinda Zanotti, une mère de quatre enfants vivant à Sacca di Nave (près de Concesio), qui s'occupe de lui pendant quatorze mois.
Giorgio Montini meurt en janvier 1943. Giuditta meurt en mai 1943, quelques mois après son mari.

### Études (1902-1920)

#### Scolarité

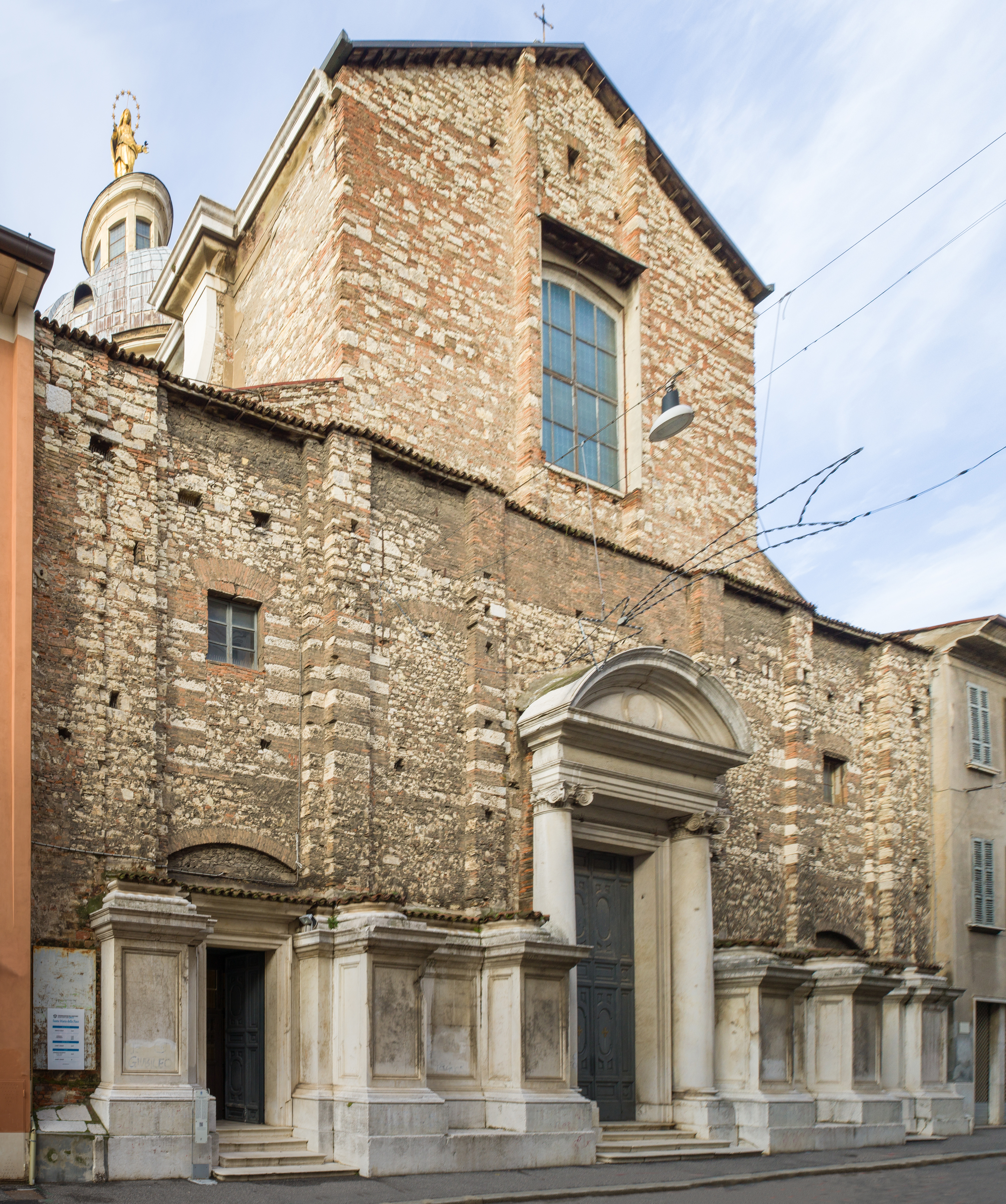
La façade de l'église Santa Maria della Pace (Brescia).

En 1902, Giovanni Battista commence sa scolarité au collège Cesare-Arici de Brescia, tenu par des jésuites. Il y fait la connaissance d'Andrea Trebeschi, avec qui il entame ses premières grandes actions[Lesquelles ?] pendant la Première Guerre mondiale. Il fréquente également en parallèle la congrégation des oratoriens de Santa Maria della Pace, inspirée par Philippe Néri.
De santé fragile, il est handicapé par une croissance trop rapide et souffre de problèmes cardiaques, ce qui le contraint à suspendre sa scolarité au bout de deux ans. Sa mère le fait alors étudier à la maison.
L'année suivante (en 1905), Montini reprend l'école. Ses études, quoique décousues, sont assez brillantes, si bien que ses camarades le surnomment « le bûcheur ». Il doit suspendre à nouveau ses études en 1910, toujours pour des raisons de santé. Ses parents décident alors de le retirer définitivement du collège et de lui faire donner des cours particuliers, afin qu'il puisse présenter l'examen de fin d'études secondaires en candidat libre.
Dès le collège, il rejoint l'association Manzoni, du nom de l'auteur italien Alessandro Manzoni, qui rassemble des élèves et des étudiants catholiques.
En 1913, il présente un examen d'études secondaires au lycée d'État de Chiari puis passe sa maturità classica, l'équivalent italien du baccalauréat français, en juin 1916. Il est admis au séminaire à la rentrée suivante.

#### Séminariste sans passer par le séminaire

##### Naissance de sa vocation
Giovanni Battista Montini n'ayant laissé aucun journal intime, on ne peut déterminer avec exactitude comment est née sa vocation. Plusieurs épisodes de sa jeunesse l'ont néanmoins marqué, ce qui a pu déclencher chez lui les premières interrogations.
En 1903, son père annonce la mort du pape Léon XIII à son fils de 6 ans. Paul VI avouera plus tard qu'il en ressentit « une grande émotion ».
La famille Montini se rend à Rome en 1907 et est reçue par le pape Pie X. La même année, Giovanni Battista Montini, qui a 10 ans, fait sa première communion et reçoit quinze jours plus tard le sacrement de confirmation. Toujours la même année, les Montini emménagent au 17 via delle Grazie à Rome, à proximité de l'église Santa Maria delle Grazie. Ce sanctuaire marial est régulièrement fréquenté par la famille.
En 1910, une communauté bénédictine s'installe à Chiari. Giovanni Battista Montini, 13 ans, contraint de rester chez lui pour étudier, assiste souvent aux complies et y fait quelques retraites spirituelles. Il restera toujours en contact avec les moines de cette abbaye : recevant en 1973 au Vatican des abbés bénédictins, il leur dit que c'est à Chiari qu'a germé sa vocation.
Enfin, après avoir quelque temps songé à la vie religieuse, il entre au séminaire en septembre 1916.

##### Déroulement du «séminaire»

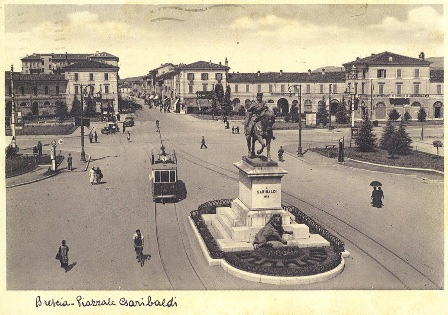
Vue de Brescia dans les années 1920.

C'est au séminaire Santangelo de Brescia que Giovanni Battista Montini entre en septembre 1916. Pourtant, il ne suit pas la même formation que ses confrères séminaristes : son état de santé demeurant fragile, le supérieur du séminaire et l'évêque de Brescia acceptent d'emblée que le jeune homme ne soit pas soumis à la vie d'internat. Assistant d'abord aux cours en habits civils, il ne peut rapidement plus venir au séminaire. S'ensuit alors une formation solitaire, à la maison, où quelques prêtres viennent l'assister.
Ces temps de solitude lui permettent de garder un lien fort avec la société qui l'entoure. Il prend tout d'abord la présidence de l'association Manzoni en 1917, grâce à laquelle il lance une « bibliothèque du soldat » destinée à envoyer aux soldats du front de bons livres leur permettant de se distraire et de nourrir leur foi chrétienne. Il fonde en parallèle la « Maison du soldat français »[réf. nécessaire], où les militaires peuvent lire journaux et livres.
En juin 1918, Giovanni Battista Montini s'attelle à un autre grand projet : défendre la liberté de l'enseignement. Il lance avec des amis le magazine La Fionda, dans lequel il réclame notamment la création d'une université catholique.
Enfin, il prend position en faveur du PPI dont son père est député à trois reprises. Ce parti prône la liberté de l'enseignement, la défense de la famille et d'autres points plus administratifs.
Ces actions sociales entament nécessairement le temps de formation sacerdotale du jeune séminariste, dont les études sont alors parcellaires et discontinues. Hormis les quelques cours particuliers que certains prêtres viennent lui dispenser, il étudie des compendiums et lit des ouvrages éclectiques, religieux comme profanes. Ce sont des « lectures variées et hétérogènes, vastes et désordonnées ».
Le 21 novembre 1919, il revêt enfin la soutane. Six mois plus tard, il est ordonné prêtre : entre les deux dates, il reçoit la tonsure le 30 novembre, puis les ordres sacrés, notamment le sous-diaconat le 28 février 1920 qui le conduit à l'ordination sacerdotale.

### Prêtre (1920-1954)

#### Ordination

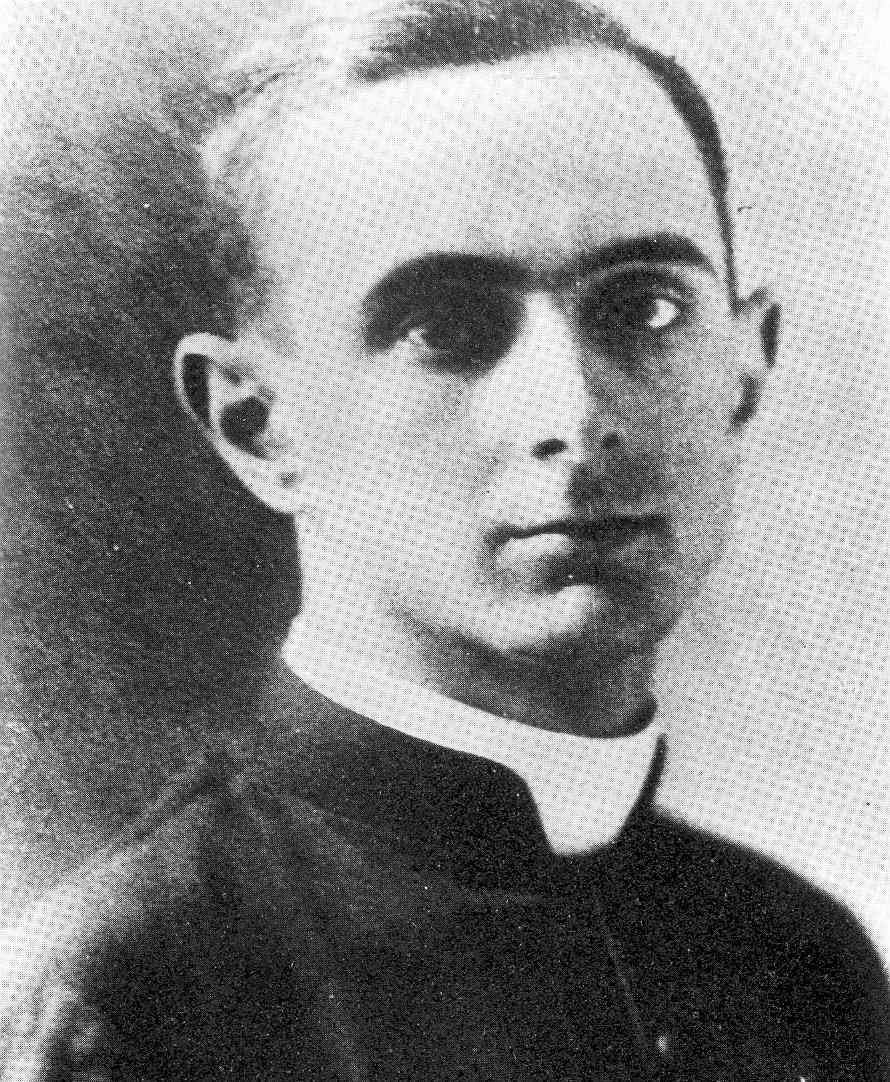
Giovanni Battista Montini, le jour de son ordination sacerdotale.

Après une retraite spirituelle qu'il doit interrompre à cause de la chaleur, Montini est ordonné prêtre le 29 mai 1920. Une dérogation a dû lui être accordée du fait de son âge, le Code de droit canonique disposant alors que le candidat doit avoir vingt-quatre ans révolus.
Il célèbre sa première messe le lendemain en l'église Santa Maria delle Grazie de Brescia ; la nappe d'autel a été taillée dans une robe de sa mère. Les images d'ordination qu'il a fait imprimer portent une citation de Pie X : « Accordez, ô mon Dieu, que tous les esprits s'unissent dans la Vérité et tous les cœurs dans la Charité ».

#### Études romaines

##### Arrivée à Rome
La santé de don Battista Montini ne lui permettant pas de lui voir confier la charge d'une paroisse, son évêque Gaggia, qui a repéré ses qualités intellectuelles et spirituelles, décide de l'envoyer à Rome pour compléter ses études.

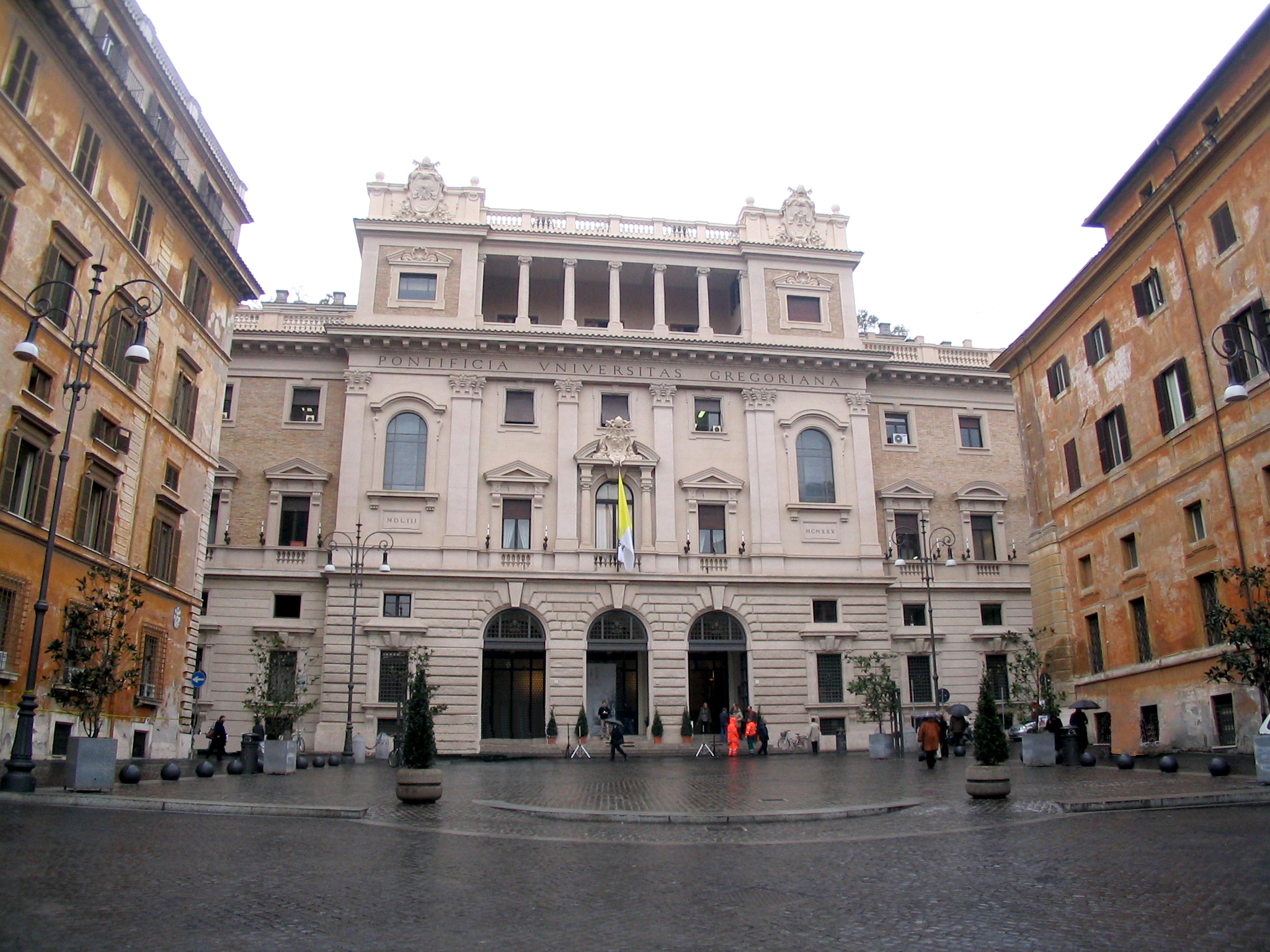
La Grégorienne, une des universités de Rome où le père Montini poursuit ses études.

Don Battista Montini arrive à Rome le 10 novembre 1920, demeurant au séminaire pontifical lombard. Il y étudie dans deux universités : à la Grégorienne (dirigée par les Jésuites) et à la Sapienza (université d'État, laïque). Cette double formation coïncide avec la ligne directrice qui orientera son pontificat : l'ouverture vers le monde laïc. Parallèlement à ses études, il continue de collaborer pour La Fionda et écrit des nouvelles.
Il aide en outre son père à mener sa campagne électorale pour la XXVIe législature du royaume d'Italie. Le Parti populaire italien n'y obtient que 107 sièges. Pour la première fois, 35 fascistes (dont Mussolini) y sont élus.

##### Admission à l'Académie des nobles ecclésiastiques
Le 27 octobre 1921, Montini se fait connaître des autorités vaticanes par l'intermédiaire d'un ami de son père, le député Giovanni Maria Longinotti (it). Il est reçu par Giuseppe Pizzardo, substitut à la secrétairerie d'État. Recommandé par Longinotti, Montini se voit proposer une inscription à l'Académie des nobles ecclésiastiques sise à Rome. Cette institution de haut niveau avait été fondée en 1701 par Clément XI pour former les clercs destinés au service diplomatique du Saint-Siège.

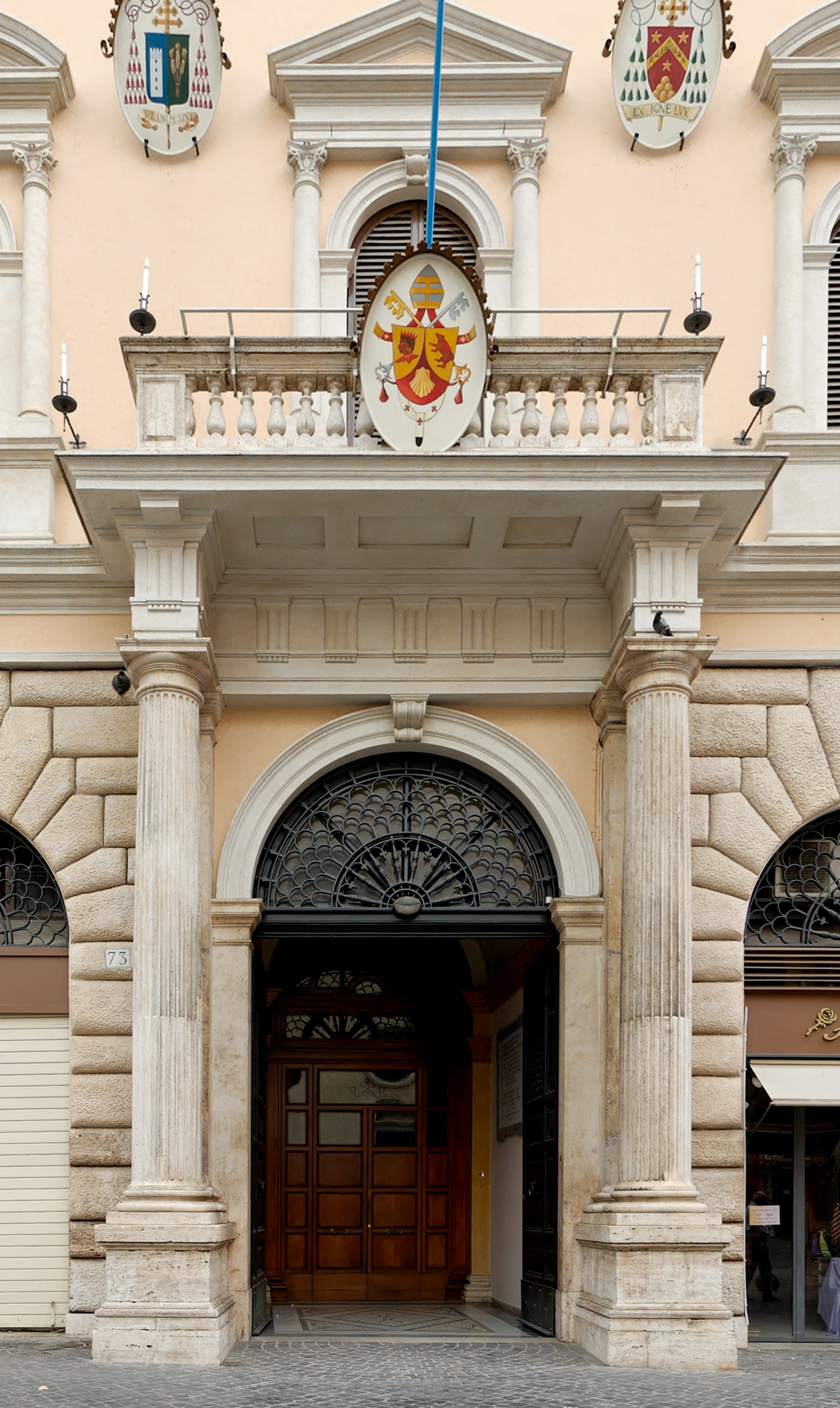
Entrée de l'Académie des nobles ecclésiastiques.

Intégré à contre-cœur en novembre à l'Académie, Montini y étudie le latin, l'histoire ecclésiastique, la diplomatie et le droit. Il publie un opuscule commentant l'ouvrage de son maître spirituel le père Giulio Bevilacqua (oratorien de Brescia qu'il fera cardinal en février 1965), La Lumière et les ténèbres.
Après avoir voyagé en Allemagne et en Autriche durant l'été 1922, le jeune prêtre passe son doctorat en droit canon le 9 décembre suivant.

#### Attaché à la nonciature de Varsovie
En mai 1923, don Battista Montini apprend qu'il est affecté à la nonciature de Varsovie en tant qu'attaché à la nonciature. Sans attribution déterminée, il ne touche aucun traitement et vit de l'argent que ses parents lui envoient et des honoraires de messes. De la Pologne, il suit la politique italienne et dénonce dans ses lettres le rapprochement de certains membres du PPI avec le parti de Mussolini. Don Battista est admis à revenir à Rome en octobre 1923, grâce à Lauri, nonce de Varsovie, et à son père qui fait valoir que la santé de son fils supporterait très mal l'hiver polonais.

#### Aumônier du Cercle romain de la FUCI
La FUCI (Fédération des universitaires catholiques italiens) est une branche de l'Action catholique italienne (ACI). Il s'agit d'une association composée de différents cercles en liens étroits avec la hiérarchie ecclésiastique, chaque cercle étant spirituellement dirigé par un aumônier.
Un an après son retour de Pologne, Montini est nommé fin novembre 1923 aumônier du Cercle romain de la FUCI par son protecteur et ami Pizzardo. Son travail est de remettre de l'ordre dans ce cercle en y épurant ses activités politiques agitées pour y remettre un sang neuf de vie culturelle et religieuse, dans le but indirect de renforcer les liens entre la FUCI et l'ACI.
Don Battista n'abandonne pas pour autant son combat politique et milite pour l'indépendance du PPI face au fascisme pour les élections législatives de 1924. Toutefois, le parti est divisé et n'obtient plus qu'une quarantaine de fauteuils à l'assemblée.
Durant l'été 1924, Montini fait un séjour d'un mois en France : il prend des cours de français à l'Alliance française de Paris dispensés par René Doumic, et visite notamment le musée du Louvre ainsi que la ville de Lisieux et son carmel, où repose sainte Thérèse.

#### Secrétairerie d'État
Alors qu'il n'a que vingt-sept ans, Montini reçoit une lettre de Pizzardo l'informant que le pape Pie XI l'autorise à le faire entrer à la secrétairerie d'État. Il commence sa fonction le 24 octobre 1924 en tant que préposé, le poste le plus modeste.

##### Employé à la Curie
Après plusieurs mois d'apprentissage, on le nomme minutante le 9 avril 1925 à la section des Affaires ordinaires. Il est chargé de rédiger, d'après les instructions reçues, les brouillons, instructions et circulaires envoyés par la section.
Montini continue en parallèle son apostolat auprès des jeunes, travaillant au Vatican le matin puis au Cercle romain de la FUCI l'après-midi. Son activité apostolique n'est pas de tout repos : il organise des conférences, donne des leçons sur la morale chrétienne et prêche des retraites. Pourtant, un incident survient au printemps 1925 : don Battista organise une semaine d'études sociales pour les jeunes où son frère Lodovico, alors enseignant en sciences économiques et sociales à Milan, fait une intervention. Le quotidien du PPI vante l'engagement politique des Montini dans lequel est inclus le jeune prêtre. Le cardinal Pompilj se plaint auprès de Pizzardo que le Cercle se « politise ».

##### Camérier secret et aumônier national de la FUCI
Mais les événements internes à la FUCI incitent le pape Pie XI à nommer Montini aumônier national de la FUCI en vue de « dépolitiser » la fédération, de la désolidariser du PPI et de contrôler les mouvements étudiants.
Pour renforcer l'autorité de l'aumônier, Pie XI le nomme camérier secret, titre qui ne correspond plus à une fonction précise. Don Battista donne une ligne plus culturelle et religieuse à la fédération.
La direction spirituelle de la FUCI doit faire face aux multiples incidents qui naissent entre les étudiants catholiques et fascistes. Par exemple, à l'occasion de la réouverture de l'église Saint-Yves de Rome, un journal (La Sapienza) est édité, on y trouve des critiques contre le gouvernement et, indirectement, contre le pape lui-même, jugé inactif. Pie XI convoque Montini pour avoir le nom de l'auteur de l'article provocateur. La tentative d'assassinat de Mussolini, le 31 octobre 1926, envenime ces oppositions.
Montini adopte alors une nouvelle stratégie pour évangéliser le milieu étudiant sans risquer de heurts : le combat culturel, visant à former de l'intérieur le milieu étudiant en donnant un nouvel élan à la culture catholique. Il fonde la maison d'édition Studium et crée un bimensuel, Azione fucina. Tout en publiant des articles, il rédige aussi une importante étude sur la vie et l'enseignement du Christ d'après le Nouveau Testament. Ses écrits témoignent de l'influence qu'exercent sur lui l'abbé Maurice Zundel et le philosophe Jacques Maritain.
La montée du fascisme inquiète Montini, qui émet les plus grandes réserves lors de la conclusion des accords du Latran. « La méfiance et la prudence ne doivent jamais cesser, voilà la conclusion, et seuls les superficiels et les irresponsables peuvent éprouver, d'une façon méprisable, une joie complète », écrit-il à ses parents une semaine après la signature des accords. Il accepte toutefois d'y assister. Peu après, il exclut de la FUCI les étudiants qui refusent de quitter le Groupement universitaire fasciste. Malgré ses concessions, il est repéré à l'intérieur comme à l'extérieur de la curie comme un des tenants de la ligne d'opposition au fascisme. Il rencontre de futurs dirigeants de la Démocratie chrétienne, parmi lesquels Aldo Moro, avec lequel il entretient des rapports personnels d'amitié.

##### Primo Minutanteet démission forcée de la FUCI
Un an après la signature des accords du Latran, le cardinal Pietro Gasparri abandonne sa charge de secrétaire d'État, poste rapidement pourvu par le cardinal Pacelli, futur Pie XII. Ce changement de poste est précédé par un remaniement au sein de la congrégation, et Montini est nommé primo minutante en succession de Domenico Tardini, nommé sous-secrétaire.
Malgré son nouveau poste et l'accroissement de la charge de travail en découlant, Montini continue son apostolat auprès des étudiants de la FUCI.
Néanmoins, le mouvement essuie bientôt de grandes difficultés, et Montini se voit contraint d'en démissionner.
D'une part, la presse fasciste soupçonne la FUCI et autres mouvements catholiques d'être des « organisations concurrentes des corporations fascistes », ce qui conduit Mussolini à interdire aux adhérents du Parti fasciste d'appartenir à tout mouvement d'action catholique. Des accords sont signés le 2 septembre 1931 entre le Saint-Siège et le gouvernement, dans lesquels l'Église fait de nombreuses concessions, ce que désapprouve Montini.
D'autre part, Montini lui-même doit faire face à plusieurs accusations. Le nouvel aumônier du cercle romain de la FUCI, Ronca, dénonce la circulaire envoyée par Montini (aumônier national) pour Pâques 1931, dans laquelle il critique notamment « l'inutile et malséante multiplicité de candélabres, palmes, fleurs, etc. » qui décore les autels des églises, ce qui choque plusieurs aumôniers locaux du mouvement. Ensuite, son ouvrage La Via di Cristo (La Voie du Christ) n'obtient que difficilement le nihil obstat de l'évêque de Brescia. Enfin, des rivalités naissent entre la FUCI et les jésuites, qui enseignent à la Grégorienne, l'enseignement des deux mouvements étant en concurrence.
Le 12 mars 1933, un article anonyme d'Azione fucina annonce la démission de Montini de sa charge d'aumônier national des associations universitaires catholiques. Beaucoup pensent qu'il s'agit là d'une démission forcée.
Une fois démis de ses fonctions, Montini consacre son temps, parallèlement au léger travail qu'il exerce à la secrétairerie d'État, à l'enseignement et à l'écriture. Il poursuit en effet son enseignement d'histoire de la diplomatie pontificale à l'université du Latran et assure un cours d'introduction au dogme catholique dans la même université. Il publie en outre La Vie du Christ et une Introduction à l'étude du Christ, et réalise une traduction de La Religion personnelle du père de Grandmaison. L'été 1934 est pour lui l'occasion de voyager en France, en Grande-Bretagne et en Irlande. Il s'éloigne de Rome pendant toute l'année 1935 pour des raisons de santé, et se repose près de sa région natale de Brescia. À son retour, il retourne à son travail à la secrétairerie d'État, sans entrain et avec lassitude.

##### Substitut aux Affaires ordinaires

###### Fonctions du substitut

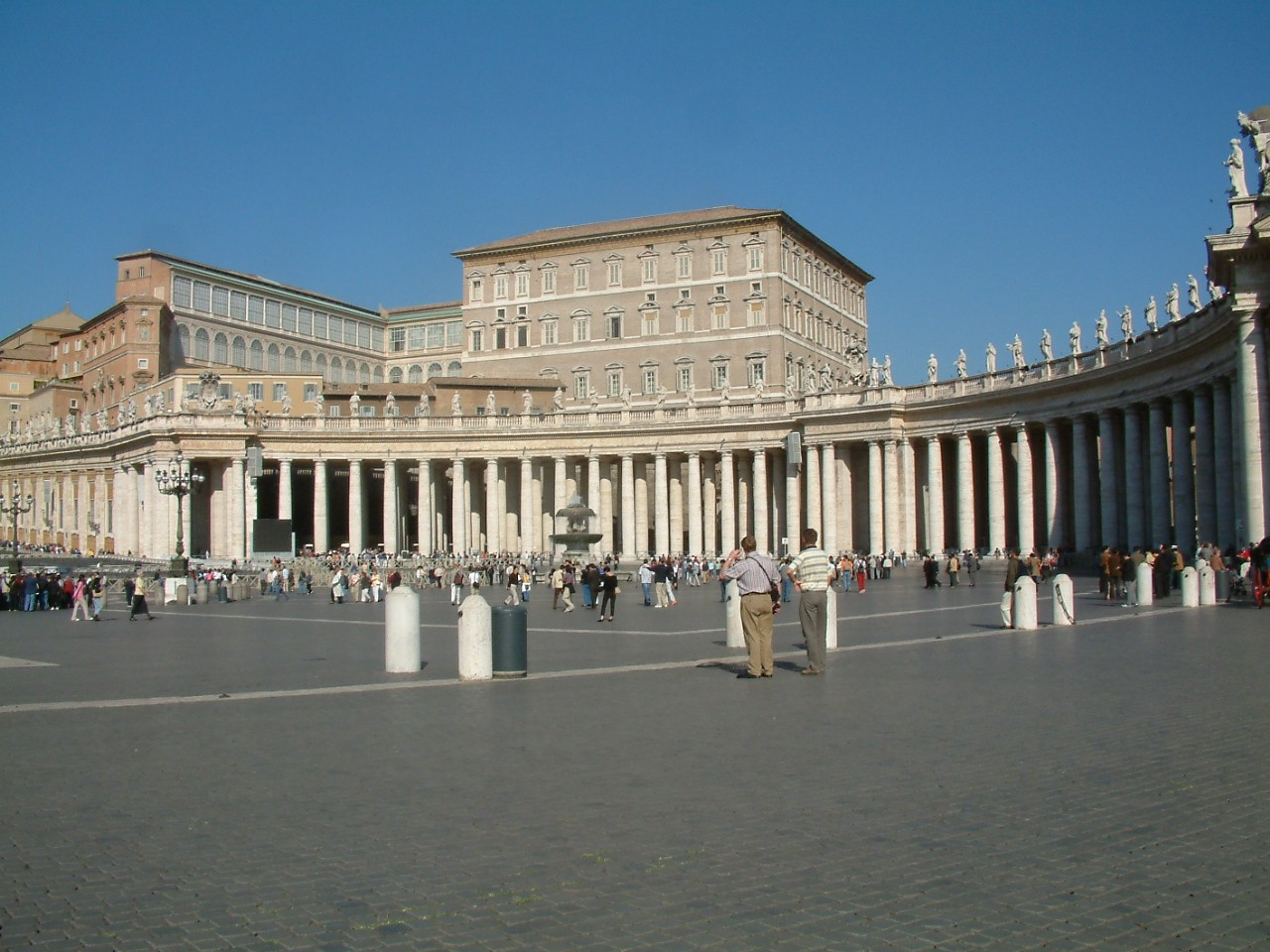
Le palais apostolique, nouveau lieu de résidence de Montini.

Lors du consistoire du 13 décembre 1937, le pape Pie XI crée cardinal Pizzardo. Ce dernier est remplacé aux Affaires extraordinaires par Tardini, lui-même remplacé à sa charge de substitut aux Affaires ordinaires par Montini.
Cette promotion importante, faisant connaître Montini au-delà du Vatican, s'accompagne d'autres promotions annexes : consulteur de la Congrégation consistoriale et consulteur de la Congrégation du Saint-Office. Montini quitte alors le palais du Belvédère pour loger au palais apostolique, sous les bureaux de la secrétairerie d'État. En tant que substitut aux Affaires ordinaires, Montini devient un proche collaborateur du pape et il est chargé des relations du Saint-Siège avec les grands organismes de l'Église ; il peut transmettre des recommandations et des directives de la part de l'autorité supérieure, en plus d'un rôle d'intermédiaire où il fait part notamment du point de vue du Saint-Siège à des personnalités venant le visiter. Sa journée-type commence par une étude des dossiers, puis une réception par le secrétaire d'État Pacelli, avant la réception de cardinaux, évêques ou diplomates lors des audiences qu'il accorde.

###### Seconde Guerre mondiale
Cependant, la Seconde Guerre mondiale bouscule cette organisation. Montini, présent lors de la signature du concordat du 20 juillet 1933 entre le Saint-Siège (représenté par Pacelli, le futur pape Pie XII) et le Troisième Reich, est en effet un témoin privilégié de la guerre et de l'action du Saint-Siège face à celle-ci. Le nazisme, déjà condamné par Pie XI dans l'encyclique Mit brennender Sorge, continue d'inquiéter le Saint-Siège quand l'Allemagne annexe l'Autriche en mars 1938, lors de l'Anschluss.
Le 10 février 1939, le pape Pie XI meurt ; son successeur, le cardinal Eugenio Pacelli, est élu le 2 mars suivant et prend le nom de Pie XII. Pendant le temps du conclave, Montini veille à l'organisation matérielle des lieux où se réunissent les cardinaux. Une fois élu, Pie XII nomme le cardinal Luigi Maglione secrétaire d'État, mais garde les deux substituts. Montini et le pape se voient tous les jours avant la guerre et pendant celle-ci, multipliant les audiences et les productions de documents. En juillet et août 1939, le Dr Manfred Kirschberg, de Paris, demande à Montini d'attribuer aux juifs d'Europe un territoire en Angola (territoire portugais) pour les préserver des persécutions, mais le projet n'aboutit pas.
Dès le début de la guerre, Montini se voit confier la responsabilité du Bureau d'informations, organe de liaison entre les prisonniers de guerre ou internés civils et leurs familles, notamment en donnant à ces dernières des nouvelles des prisonniers par radio. En janvier 1940, Pie XII demande à Montini de diffuser des messages via Radio Vatican pour dénoncer le sort réservé par les nazis au clergé et aux civils polonais. Après l'entrée des Allemands dans Paris le 14 juin 1940, Montini adresse un message de soutien à l'abbé Martin, seul Français de son service. Outre les activités prenantes du Bureau d'informations, le substitut accorde de nombreuses audiences aux diplomates en visite au Vatican, et participe à la distribution de secours, par l'intermédiaire de la Croix-Rouge, aux prisonniers et aux populations civiles.
Rapidement, Montini est au centre de deux incidents diplomatiques entre l'Italie fasciste et le Saint-Siège. D'une part, fin avril 1941, il est accusé par le ministre Galeazzo Ciano, gendre de Mussolini, d'avoir diffusé un tract antifasciste à des étudiants romains, mais aucun tract n'est retrouvé ; d'autre part, une note envoyée au Saint-Siège l'accuse d'avoir organisé une réunion antifasciste dans les appartements du Vatican, avec des diplomates étrangers : l'information est vite démentie par le secrétaire d'État.
En novembre 1941, le substitut préside la nouvelle « Commission pour les secours », chargée d'envoyer des aides financières et des médicaments aux prisonniers, alliés ou non. À partir de 1942, le Saint-Siège est informé du sort réservé aux Juifs d'Europe. Ceux de Slovaquie sont momentanément préservés de la déportation grâce à l'intervention de la secrétairerie d'État mais, très vite, on informe le Saint-Siège des conséquences de ces interventions : le 24 juin 1942, le nonce apostolique à Berlin Cesare Orsenigo informe Montini que les démarches tentées en faveur des Juifs « ne sont pas bien accueillies ; au contraire, elles finissent par indisposer les autorités ». À partir de ce moment, le Saint-Siège, et en particulier le pape Pie XII, réagissent discrètement face aux atrocités nazies, de peur des représailles.
À partir de septembre 1942, Montini se trouve au cœur d'un complot visant à renverser Mussolini. La princesse de Piémont, Marie-José de Belgique, épouse du prince-héritier et belle-fille du roi Victor-Emmanuel III, est reçue en audience le 3 septembre 1942 par Montini. Elle explique au substitut que le peuple italien est prêt à abandonner le régime fasciste, que des hommes sont prêts à assurer la relève et qu'une paix séparée peut être conclue avec les Alliés. Montini, à qui sa fonction permet de rencontrer les diplomates alliés, fait donc part de ce projet aux Alliés, qui font preuve de bonnes dispositions. Néanmoins, ils mettent en œuvre leur propre stratégie : ils commencent par débarquer en Afrique du Nord le 8 novembre 1942, se rapprochant ainsi de l'Italie. À l'issue du bombardement de Rome par les Alliés le 19 juillet 1943, Montini accompagne Pie XII dans les rues de la ville afin de prier et de secourir les pauvres. L'approche des Alliés ébranle le gouvernement fasciste ; le 24 juillet 1943, le Grand Conseil du fascisme vote les pleins pouvoirs au roi Victor-Emmanuel III. Le 25 juillet au matin, l'un des membres du Conseil qui a voté les pleins pouvoirs, Alberto De Stefani (it), demande à Montini que le Saint-Siège serve d'intermédiaire entre les Alliés et le nouveau gouvernement à venir. Le lendemain, le roi demande au maréchal Badoglio de former un ministère et ce dernier fait arrêter Mussolini. Le 13 août 1943, un nouveau bombardement allié survient sur Rome : Montini accompagne à nouveau le pape sur les lieux touchés afin de réconforter la population. Le lendemain, le gouvernement Badoglio proclame Rome « ville ouverte ».
Jusqu'à la fin de la guerre, Montini est témoin des différents événements qui touchent Rome, notamment l'occupation de la ville par les Allemands à partir du 10 septembre 1943, puis sa libération par les forces alliées le 4 juin 1944. Cette guerre est aussi pour lui le temps des épreuves : ses parents meurent en 1943, et plusieurs de ses amis sont déportés dans des camps de concentration ; enfin, son ami Longinotti (qui l'avait fait entrer à l'Académie des nobles ecclésiastiques), meurt dans un accident de voiture en 1944.

###### Après la guerre
Le secrétaire d'État Luigi Maglione meurt d'une crise cardiaque le 22 août 1944. Le pape Pie XII ne le remplace pas et la fonction de secrétaire d'État reste vacante jusqu'à l'élection de Jean XXIII.
Malgré cela, Montini a un rôle important dans les relations diplomatiques entre le Saint-Siège et les États sortant de la guerre. Bien qu'il n'ait pas pris place dans le dialogue entre Pie XII et le gouvernement français pour remplacer quelques évêques « collaborateurs », il sert d'intermédiaire entre le pape et Jacques Maritain, nouvel ambassadeur de France près le Saint-Siège, au sujet de la responsabilité du peuple allemand. Pie XII avait en effet estimé que le peuple allemand n'était pas collectivement coupable de la Seconde Guerre mondiale, ce à quoi le philosophe Jacques Maritain répondait que le peuple allemand était responsable comme peuple. L'ambassadeur français insiste aussi auprès de Montini pour que Pie XII renouvelle son soutien au peuple juif en faisant une déclaration solennelle de compassion en faveur des victimes de la Shoah. Au sujet des pays d'Europe de l'Est soumis au régime soviétique, Montini adresse aux diplomates occidentaux plusieurs rapports sur la situation de ces pays. Il continue d'œuvrer au sein du Bureau d'informations en faveur des prisonniers libérés et des nouveaux prisonniers que l'épuration a créé. De plus, il se charge de la création d'un service d'assistance aux émigrés à la fin de l'année 1946, pour venir en aide aux populations italiennes, allemandes et polonaises contraintes de quitter leur territoire du fait des nouvelles frontières dessinées.
Parallèlement au devenir de l'Europe d'après-guerre, Montini a un rôle déterminant dans l'évolution politique de l'Italie, jusque dans les années 1950. Face à la Démocratie chrétienne dirigée par Alcide De Gasperi, d'autres partis dits chrétiens apparaissent, notamment à gauche. Montini refuse un tel pluralisme et Démocratie chrétienne se trouve seule à la tête du gouvernement italien, les autres partis ne recevant pas le soutien de l'Église. Lors de l'élaboration de la Constitution de l'Italie faisant suite au référendum du 2 juin 1946, Montini insiste pour que les accords du Latran soient inscrits dans le texte constitutionnel. Lors de la signature du traité de l'Atlantique nord en 1949, il se prononce pour l'adhésion de l'Italie à l'OTAN, exprimant ainsi sa propre volonté et celle de Pie XII. Concernant les syndicats, il inspire la création des Associations chrétiennes des travailleurs italiens (ACLI). Il promeut en même temps la création de syndicats indépendants de l'Église catholique.

###### Le bras droit dePieXII

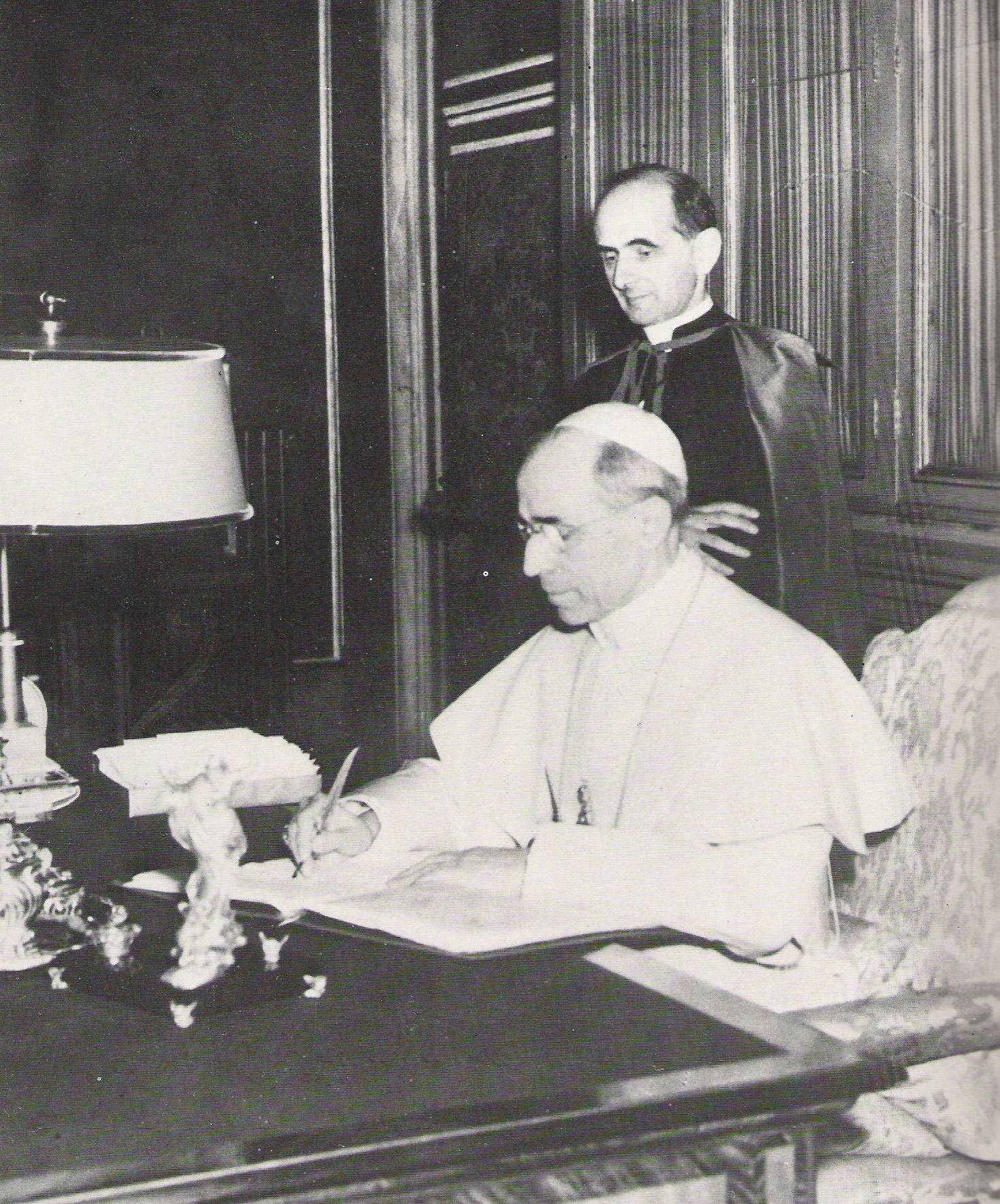
Pie XII et Montini.

Le pape Pie XII n'ayant pas pris de secrétaire d'État depuis la mort de Luigi Maglione, Montini devient donc le subalterne direct du Saint-Père aux affaires ordinaires. Partant, il rédige ou signe pour le pape un grand nombre de discours, messages ou allocutions à des organisations, personnalités ou pèlerins de passage au Vatican. En outre, il aide le souverain pontife dans la rédaction des encycliques et autres grands textes pontificaux. Par exemple, à Frédéric Joliot-Curie qui demande au pape d'intervenir pour inciter les pays à réduire leur armement, Montini répond que la véritable paix a sa source « dans la doctrine enseignée par Notre-Seigneur Jésus-Christ. » Autre exemple : quand l'archevêque orthodoxe d'Athènes Spyridon Ier demande au pape de venir à une célébration pour l'occasion du XIXe centenaire de l'arrivée de saint Paul en Grèce, c'est encore Montini qui décline l'invitation.
Pour autant, ces décisions ne reflètent pas toujours la personnalité du substitut lui-même. Ce dernier est réputé pour être ouvert d'esprit, et les théologiens condamnés par le Saint-Office ou en passe de l'être viennent d'abord se référer à Montini avant d'aller voir le pape. Un adage se forme ainsi dans les milieux ecclésiastiques : « Pourquoi aller à la montagne (Pie XII) quand on peut passer par Montini ? » Un exemple permet de mieux comprendre le rôle d'intermédiaire joué par le substitut : le père Yves Congar et le père Féret publient dans La Maison-Dieu un article critiquant la nouvelle traduction latine du psautier engagée par Pie XII. Recevant le père Congar le 21 mai 1946, Montini dialogue avec lui sur ces critiques puis sur les thèses d'avant-guerre du père relatives à l'œcuménisme, jugées suspectes par Rome. Montini transmet aux dicastères compétents des dossiers, envoyés par le père Congar, sur l'œcuménisme. Montini apporte aussi son soutien au père Henri de Lubac, théologien controversé depuis son ouvrage Surnaturel. En 1948, il réussit à convaincre Pie XII de recevoir en audience Bruno de Solages, recteur de l'Institut catholique de Toulouse, suspecté d'approuver les idées du père Teilhard de Chardin. Le 1er septembre de la même année, il épargne de l'Index le livre de Maxence Van der Meersch, La Petite Sainte Thérèse. Puis, en mars 1949, il reçoit le frère Roger Schutz et Max Thurian, responsables de la Communauté de Taizé, pour entamer avec eux un dialogue œcuménique et préparer leur audience prochaine avec le pape.
En 1950, Pie XII charge Montini de la préparation matérielle de l'Année sainte : calendrier des pèlerinages nationaux et des audiences publiques, et possibilités d'hébergement notamment. Quelques jours avant l'ouverture de cette Année sainte, il anime une conférence à Rome devant les autorités civiles et politiques de la capitale, visant à présenter ladite année. L'assistance admire le prélat et d'aucuns y voient déjà un futur pape.
1950 est aussi l'année de la publication de l'encyclique Humani Generis, dans laquelle le pape dénonce notamment « quelques opinions fausses qui menacent de ruiner les fondements de la doctrine catholique ». Montini relativise la portée du texte en confiant à son ami Jean Guitton que le pape ne dénonce pas des erreurs mais seulement des opinions pouvant aboutir à des erreurs.
Autre grand fait majeur pour l'Église en cette même année : la proclamation du dogme de l'Assomption le 1er novembre. Les protestants s'insurgent contre cette proclamation car elle attribue un privilège supplémentaire à la Vierge Marie qui n'est pas attesté historiquement et, aussi, elle engage l'infaillibilité du pape, notion que les protestants refusent également. Recevant Roger Schutz et Max Thurian au Vatican, Montini leur fait part de son souhait d'une « plus grande discipline et un texte qui précise la pureté de la doctrine ».
Montini reçoit beaucoup de prélats et de diplomates au Vatican. Parmi ceux-ci, dom Hélder Câmara avec qui il évoque la création d'une conférence épiscopale pour le Brésil. Enfin, le substitut effectue un voyage au Canada et aux États-Unis en 1951, où il rencontre notamment Francis Spellman, archevêque de New York.

##### Pro-secrétaire d'État

###### Refus présumé d'une promotion cardinalice
En novembre 1952, Montini et Tardini obtiennent le titre de pro-secrétaires d'État, distinction purement honorifique. Lors du consistoire du 12 janvier suivant, Pie XII annonce aux nouveaux cardinaux qu'il les a nommés pro-secrétaires d'État car ils ont refusé la barrette de cardinal.
Selon certains, Pie XII lui aurait « suggéré » de renoncer à cette promotion, probablement parce qu'il ne voulait pas de lui comme successeur. Quelques auteurs, dont Jean Guitton, l'ont en effet affirmé. Le philosophe et ami de Montini dira plusieurs décennies plus tard : « Il y a des choses que je sais et qui sont difficiles à dire. Il est certain que ce fut dramatique. À un certain moment, Pie XII a conçu pour Montini de la défiance. Il a compris que c'était son devoir d'empêcher Montini de devenir pape. » Plusieurs prises de position politiques lui sont en effet reprochées au sein même de la secrétairerie d'État, comme l'unité des catholiques dans la Démocratie chrétienne ou encore l'hostilité à la création d'un syndicat catholique. De plus, il adopte des positions différentes du Saint-Siège, quand il défend sans ambigüité le livre Vraie et Fausse Réforme de l'Église d'Yves Congar ou encore quand il dit à Marcel Lefebvre que l'Église ne doit pas condamner Réarmement moral, organisation pourtant critiquée par le Saint-Office en 1955. Enfin, quand Alcide de Gasperi était président du Conseil, Montini l'encouragea discrètement, en contradiction avec les instructions de Pie XII, à se rapprocher du Parti Socialiste Italien, dirigé par Pietro Nenni, pour éloigner ce dernier des communistes. Le théologien jésuite Alighiero Tondi compromis dans une affaire d'espionnage soviétique au Vatican en 1953 fut le secrétaire de Montini.
Malgré tout cela, Tardini, substitut aux Affaires extraordinaires, affirma plus tard que Montini et lui ont refusé la barrette rouge quand Pie XII la leur proposa en mai 1952. Pourtant, ils l'accepteront tous les deux dès le premier consistoire de Jean XXIII le 15 décembre 1958.

###### L'affaire des prêtres-ouvriers
L'année 1953 est aussi pour l'Église l'occasion d'interdire progressivement l'apostolat des prêtres-ouvriers dans les usines, ceux-ci étant suspectés d'être trop politisés et de se situer dans une mouvance marxiste. En juillet, le cardinal Giuseppe Pizzardo (préfet de la Congrégation des séminaires) interdit aux séminaristes d'effectuer des stages dans des usines ; en août, interdiction est faite aux « religieux-ouvriers » de fréquenter les usines ; en septembre enfin, le nonce à Paris, Roncalli, (futur Jean XXIII) demande aux évêques français d'interdire l'expérience des prêtres-ouvriers en France. Dans toutes ces condamnations, Montini approuve le Saint-Siège et justifie ses décisions. Néanmoins en 1965, devenu pape, il rétablira l'expérience des prêtres-ouvriers.

### Archevêque de Milan (1954-1963)

#### Une nomination mal ressentie

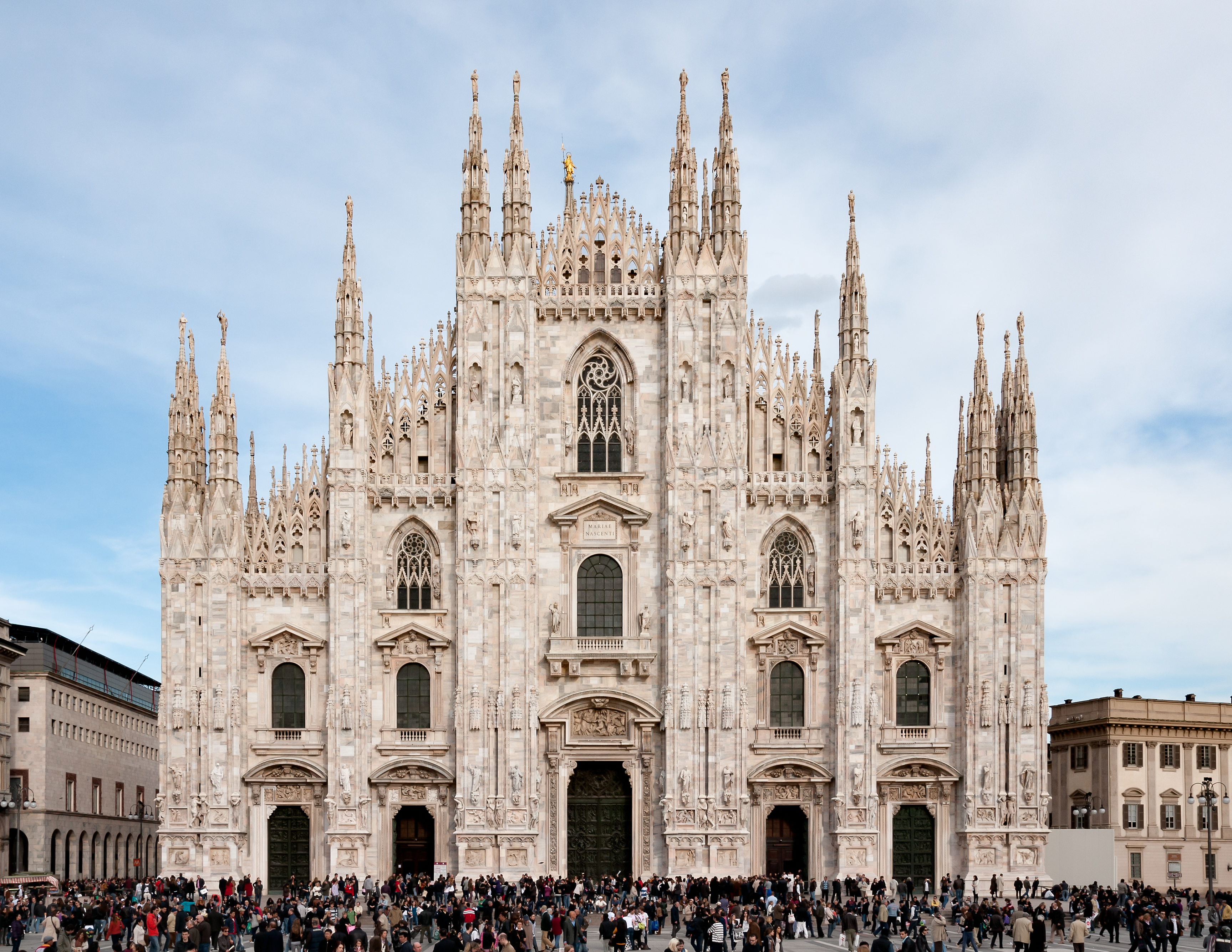
Le dôme de Milan.

Le cardinal Schuster, archevêque de Milan depuis le 26 juin 1929, meurt le 30 août 1954. Peu de temps après, Pie XII annonce à Montini qu'il songe à le nommer à cette fonction.
Bien que le siège archiépiscopal de Milan soit considéré comme illustre, Montini ressent cette nomination comme une sanction. Il souffre qu'on l'éloigne ainsi de Rome. Plusieurs raisons ont été avancées pour tenter d'expliquer cette nomination : Pie XII, ne voyant pas Montini devenir pape, souhaitait l'éloigner du Vatican ; Montini s'écarte de la tradition de l'intransigeantisme ; Montini serait entré en contact, à l'insu du pape, avec les autorités soviétiques pour améliorer les relations entre l'URSS et le Vatican, ce qui aurait scandalisé Pie XII et l'aurait incité à éloigner son pro-secrétaire d'État.
Cependant, le siège de Milan est cardinalice, et même « papable » : Pie XI venait de Milan. En lui donnant l'expérience pastorale du plus gros archevêché d'Italie, Pie XII compense partiellement son refus de créer cardinal celui qui va devenir l'un des principaux candidats à sa succession, immédiate ou non.
Quoi qu'il en soit, le futur évêque se prépare à sa nouvelle charge, et reçoit dès le mois de novembre 1954 l'évêque auxiliaire et le vicaire général de l'archidiocèse de Milan. Et le 6 novembre, Montini fait ses adieux aux membres du corps diplomatique du Saint-Siège.
La consécration épiscopale a lieu le 12 décembre 1954 en la basilique Saint-Pierre. Pie XII, malade, ne peut procéder lui-même au sacre. Le cardinal Eugène Tisserant est donc le principal consécrateur du nouvel évêque ; il est secondé par Giacinto Tredici (it) et Domenico Bernareggi (en). Le pape a néanmoins enregistré un message qui est diffusé lors de la cérémonie, dans lequel il adresse sa bénédiction à son « fidèle collaborateur, devenu aujourd'hui son frère dans l'ordre épiscopal ».
Montini est amené à choisir son blason et sa devise épiscopale « In nomine Domini » (« Au nom du Seigneur »).

#### Arrivée dans le diocèse
Montini part de Rome le 4 janvier 1955 pour son nouveau diocèse, après avoir dit la Messe à l'autel saint Pie X dans la basilique Saint-Pierre. Il prend le train jusqu'à la ville de Lodi, où il est reçu par l'évêque du lieu et le vicaire général de Milan. Puis, se rendant à Milan en voiture, le nouvel archevêque descend du véhicule et embrasse le sol de son nouveau diocèse.
Le 6 janvier suivant, jour de la solennité de l'Épiphanie, Montini fait son entrée officielle à Milan devant une foule nombreuse et les autorités civiles et religieuses de la ville. Debout dans une voiture précédant une file de véhicules officiels, l'archevêque bénit ses fidèles à travers les rues de la ville. Arrivé au dôme de Milan, il prononce un discours mêlant esprit de tradition (« Notre catholicisme doit être intègre et fidèle ») et esprit d'ouverture (il faut œuvrer à la « pacification de la tradition catholique italienne avec le bon humanisme de la vie moderne »).

#### Grands traits de l'épiscopat

##### Tâches de l'archevêque
Le nouvel évêque prend la charge du diocèse de Milan, le plus important d'Italie avec plus de trois millions d'habitants, la charge d'un diocèse difficile à gérer, lui qui n'a jamais eu à diriger de paroisse en tant que prêtre.
Montini se constitue progressivement un cercle restreint de clercs qui seront aussi ses conseillers, notamment le supérieur du séminaire de Milan qu'il reçoit tous les mercredis. Puis, très vite, le prélat s'implique totalement dans la vie politique et sociale de son diocèse : visite de la Foire internationale de Milan en avril 1955, visite des hôpitaux, des usines, des paroisses et des communautés religieuses de son archevêché.
L'archevêque s'implique aussi dans la construction de nouvelles églises : à son départ en 1963, il a fait construire soixante-douze églises, et mis une vingtaine en chantier. C'est pour lui l'occasion d'inviter les artistes contemporains à créer pour l'Église. Il reconfigure les paroisses, incitant les curés à y inclure des salles de spectacles et des équipements sportifs. Il crée des mouvements pastoraux comme un bureau d'études promouvant de nouvelles méthodes de catéchèse et éditant des manuels de liturgie ; un « Office pastoral social » pour insérer les immigrants dans les églises ; et enfin, un « Office d'assistance sociale » distribuant des secours aux nécessiteux.
L'intensité de ces activités fragilisant davantage sa santé, l'archevêque obtient la nomination de deux nouveaux évêques auxiliaires pour l'aider dans sa tâche : Sergio Pignedoli et Schiavini.
Il continue à recevoir Roger Schutz, Max Thurian et des ecclésiastiques anglicans, ainsi que des évêques avec qui il jouera plus tard un grand rôle pendant le Concile, tels Maurice Roy (archevêque de Québec) ou encore Léon-Joseph Suenens (évêque auxiliaire de Malines). Politiquement, il prend position contre l'ouverture à gauche de la Démocratie chrétienne, dont le secrétaire élu en 1959 était Aldo Moro.
Selon son ami Jean Guitton, Montini était triste et « souffrait le martyre », éloigné de Rome et des affaires du Saint-Siège où il avait travaillé pendant 30 ans.

##### La mission de Milan (novembre 1957)
Peu après son installation, l'archevêque émet l'idée d'une grande mission diocésaine lors d'une réunion avec des prêtres. Cette mission, limitée à la seule ville de Milan, a pour but d'aller vers tous ceux qui sont éloignés de l'Église, les « égarés et les tourmentés, les perdus et les solitaires ».
Le projet est annoncé officiellement au début de l'année 1956, Pendant plusieurs mois, de multiples réunions sont organisées et des livres de chants et de prières pour la famille sont édités.
La mission se déroule durant vingt jours, du 5 au 24 novembre 1957. L'événement est considérable : deux cardinaux (Giuseppe Siri et Giacomo Lercaro), vingt-quatre archevêques et évêques, plus d'un millier de prêtres et religieux sont mobilisés pour prêcher dans les lieux de la ville. Églises, places publiques, magasins, usines, hôpitaux, écoles et administrations profitent des prédications toutes construites sur le thème « Dieu le Père ». Montini insiste pour que la mission n'offense personne et s'ouvre à tous les Milanais. Il utilise tous les moyens modernes (hélicoptère…).
Les fruits de la Mission seront pourtant médiocres car, après une courte ferveur, la situation religieuse et morale[pas clair] de la ville va en se dégradant. Montini déclarera plus tard lors d'un synode diocésain : « L'impulsion de ferveur religieuse suscitée par la mission citadine de 1957 n'a pas eu les suites positives auxquelles nous nous attendions. La situation religieuse de la ville est alarmante. »

##### Centenaire des apparitions de Lourdes
Pour fêter les cent ans des apparitions mariales de Lourdes, le prélat organise un pèlerinage sur ce lieu avec 4 500 fidèles de son diocèse, du 26 juin au 1er juillet 1958. Ils rendent grâce ensemble pour les fruits de la Mission de Milan. Montini fait deux retraites le mois d'août suivant, dans l'abbaye d'Einsiedeln puis dans celle d'Engelberg en Suisse. Encore visite-t-il le sanctuaire de Lourdes les 3 et 4 octobre 1962, à l'occasion d'un pèlerinage organisé par le journal milanais L'Italia.

#### Cardinal

##### Mort dePieXIIet élection deJeanXXIII

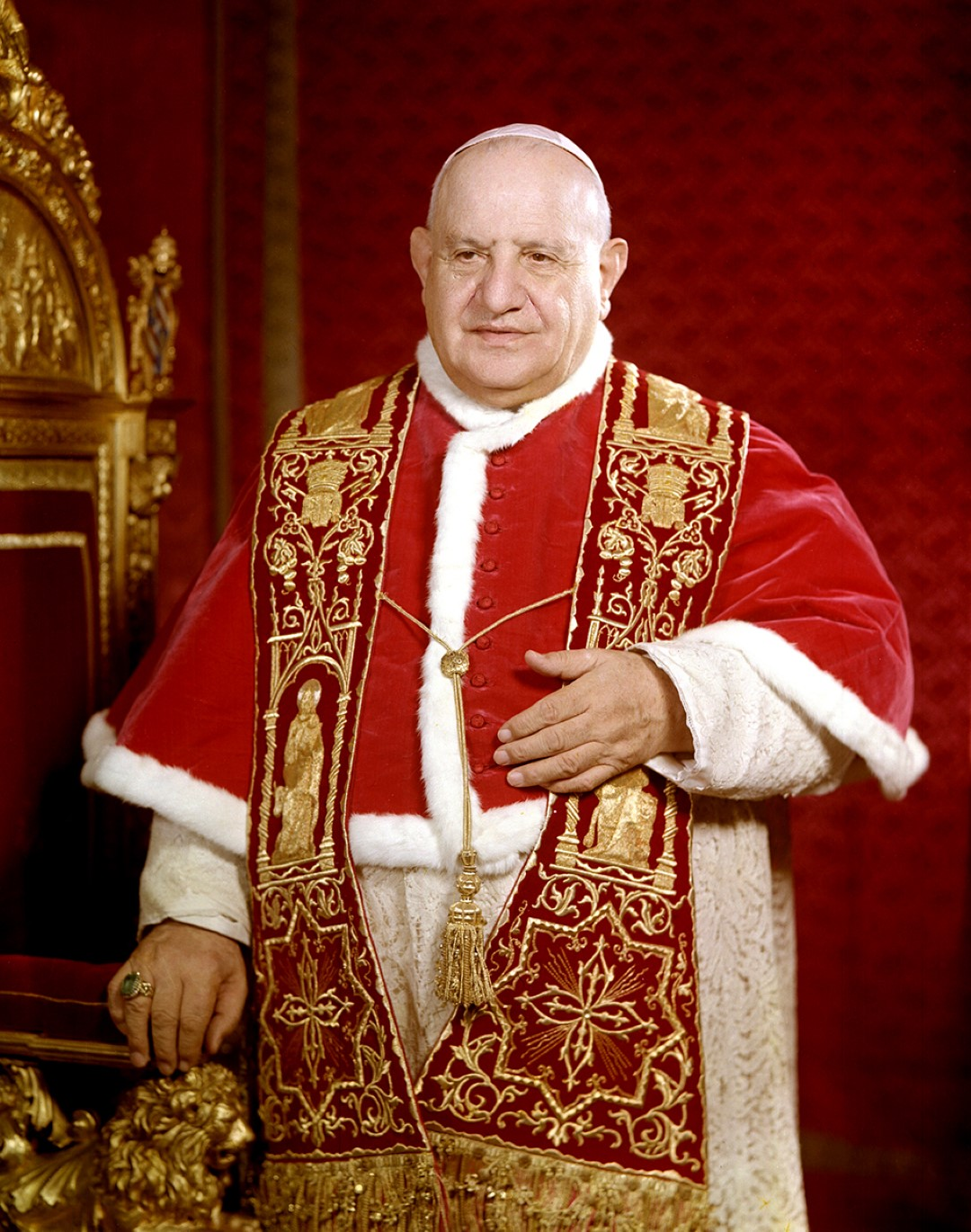
Le pape Jean XXIII.

Le pape Pie XII meurt le 9 octobre 1958 à Castel Gandolfo, à l'âge de 82 ans, après trois jours d'agonie. Depuis son ordination épiscopale, Montini ne l'avait vu qu'à quelques audiences publiques mais jamais personnellement. En se recueillant devant la dépouille du pape le 10 octobre, le prélat aurait murmuré « Comme je lui voulais du bien. Et pourtant nous ne nous sommes pas compris ».
Bien que Montini ne soit pas cardinal, certains envisagent quand même son élection au trône de saint Pierre, ce qui est canoniquement possible mais ne s'était pas produit depuis l'élection d'Urbain VI en 1378. Certains cardinaux, dont Giuseppe Siri, s'y opposent néanmoins farouchement.
Le conclave de 1958 s'ouvre le 26 octobre et, après deux jours et dix scrutins infructueux, le cardinal Angelo Giuseppe Roncalli est élu le 28 et prend le nom de Jean XXIII. Le patriarche de Venise est un ancien diplomate du Vatican en Bulgarie, en Turquie et en France, qui avait été en contact direct avec Montini, dès le début de sa carrière, et qui en est proche.

##### Le consistoire du15 décembre 1958

Armoiries du cardinal Montini.

Peu de temps avant son couronnement du 4 novembre 1958, Jean XXIII écrit à Montini pour l'informer qu'il sera très bientôt créé cardinal, avec notamment Domenico Tardini (nouveau secrétaire d'État), pour réparer ce que l'archevêque ressent encore comme une injustice de la part de Pie XII. L'annonce de la nomination de 23 nouveaux cardinaux devient officielle le 17 novembre suivant.
Montini est finalement nommé cardinal-prêtre au titre de Santi Silvestro e Martino ai Monti lors du consistoire du 15 décembre 1958.

#### Début du concileVaticanII

##### Préparation du concile
Le 25 janvier 1959, Jean XXIII annonce officiellement son intention de procéder à un concile œcuménique, afin de prolonger les travaux du concile Vatican I, interrompu en 1870. Le lendemain, Montini adresse un communiqué à ses diocésains en affirmant que ce concile est un « événement historique de première grandeur […], grand pour l'Église entière et pour l'humanité ».
Le 17 mai de la même année est créée une commission antépréparatoire au concile, dirigée par le secrétaire d'État Domenico Tardini, afin tout d'abord de recueillir les vœux des évêques du monde entier sur les sujets à débattre au concile. Parmi toutes les réponses recueillies, reviennent régulièrement une proclamation d'un dogme de la médiation de la Vierge Marie, la condamnation du communisme et l'instauration de la langue vernaculaire dans la liturgie. Montini, interrogé en tant qu'archevêque de Milan, propose lui aussi l'instauration de la langue vernaculaire, mais ne souhaite aucune proclamation de dogme ni aucune condamnation de doctrines dangereuses. Il propose en outre, pour préparer le concile, des réunions contradictoires entre catholiques, protestants et orthodoxes.
Le 5 juin 1960 sont créées dix commissions préparatoires chargées de rédiger des schémas, textes qui seront soumis au vote des évêques lors des sessions du concile. Parmi ces dix commissions, la commission théologique, celle de la liturgie et celle des missions. Trois secrétariats y sont adjoints : secrétariat pour les questions concernant la presse, secrétariat technique et administratif, ainsi que secrétariat pour l'unité des chrétiens. C'est le pape qui préside la commission centrale, chargée de superviser l'ensemble des organismes.
Chaque commission est présidée par un cardinal, composée de plusieurs évêques, prêtres ou religieux compétents dans la matière concernée, et corroborée par des experts (« consulteurs ») à qui l'on pouvait faire appel pour divers conseils. Jusqu'en juin 1962, ces commissions tiennent des sessions puis soumettent leurs travaux à l'approbation de la commission centrale. Montini ne fait partie d'aucune de ces commissions mais des proches, dont son théologien privé don Carlo Colombo, en font partie et peuvent ainsi le tenir informé de l'évolution des travaux. Le cardinal organise néanmoins plusieurs sessions d'études dans son propre diocèse, où il montre un fervent optimisme, expliquant que ce concile, « à la différence de beaucoup de ceux qui l'ont précédé, se réunit en un moment paisible et fervent de la vie de l'Église ».
À la fin de l'année 1961, Jean XXIII nomme le cardinal Montini membre de la commission centrale. L'archevêque y prend la parole une soixantaine de fois durant les cinq sessions qui se tiennent avant l'ouverture du concile, refusant la proclamation d'un dogme de la médiation de la Vierge Marie, ou encore se prononçant pour l'abolition de la censure. De plus, il se prononce en faveur de la liberté religieuse définie comme un droit que l'homme a, par sa nature même. Recevant quelques membres de la commission préparatoire de la liturgie, le cardinal prend position pour l'emploi de la langue vernaculaire (tout en conservant le latin pour le canon de la Messe).
L'ouverture du concile est fixée au 11 octobre 1962, trop tôt selon le cardinal Montini ; en effet, beaucoup de textes vont être proposés à la discussion des évêques, et aucun plan d'ensemble n'est prévu.

##### Première session

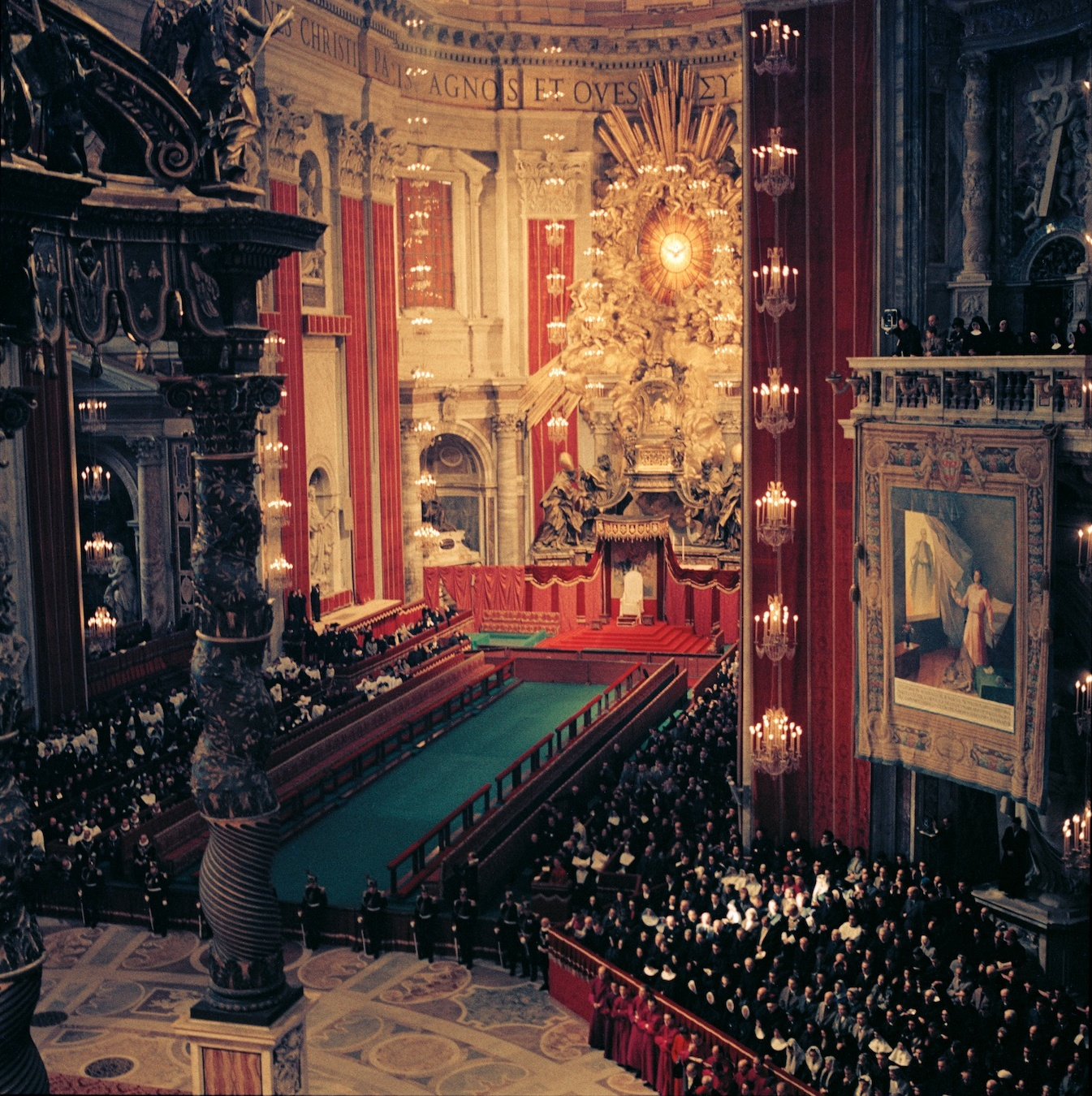
Le concile Vatican II photographié par Lothar Wolleh.

Le concile Vatican II s'ouvre à Rome le 11 octobre 1962 ; plus de 2 000 évêques et supérieurs d'ordres religieux du monde entier, ainsi qu'une trentaine d'observateurs non catholiques, se rassemblent pour l'occasion dans la basilique Saint-Pierre. Montini y est présent, et il a fait inviter son ami Jean Guitton parmi les observateurs.
Montini, que Jean XXIII a pris soin de loger dans une maison attenante à la basilique, est resté très discret durant cette première session. Il ne prend en effet la parole qu'à deux reprises (en latin, comme l'exige le règlement). Le 11 novembre d'une part, pour défendre le schéma sur la liturgie qui est proposé au vote, en rassurant les évêques que les dispositions du texte inquiètent. D'autre part, il intervient dans les débats le 5 décembre : il y appuie la proposition du cardinal Léon-Joseph Suenens qui, deux jours auparavant, avait émis le souhait que la deuxième session ait pour thème l'Église. Il demande en outre au pape le 20 novembre, en compagnie des cardinaux Albert Meyer et Paul-Émile Léger, de retirer le texte sur la Révélation car il estime que ce schéma offre trop peu d'ouverture à l'égard des non-catholiques.
De manière générale, Montini déplore que le concile ne suive pas de plan précis. Dans une lettre adressée au cardinal Amleto Cicognani, il propose que le concile suive trois sessions : la première aurait pour but de définir l'Église, la deuxième les fonctions de l'Église (liturgie, morale et missions), et la troisième les relations entre l'Église et le monde (œcuménisme, dialogue interreligieux et relation avec les États). Dans le journal catholique de Milan, l'archevêque publie des Lettres du concile dans lesquelles il résume les travaux conciliaires. À ce titre, il se plaint que les schémas proposés manquent de cohérence et que les pères conciliaires prennent trop souvent la parole.
Les 5 et 6 décembre, la voix de Montini est écoutée : Jean XXIII proclame la création d'une commission de coordination ayant pour but de relier les autres commissions entre elles ; elle est composée de cinq cardinaux : Léon-Joseph Suenens, Paul-Émile Léger, Giacomo Lercaro, Julius Döpfner et Giovanni Battista Montini. De plus, le pape réduit le nombre des schémas de 70 à 17.

#### Voyages et autres activités

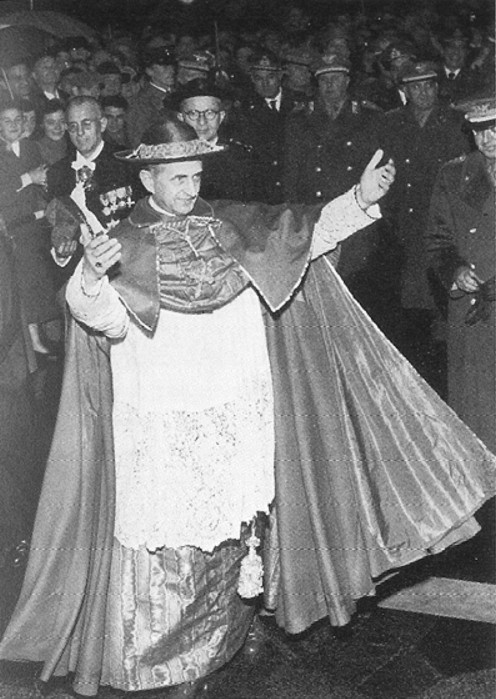
Le cardinal Montini.

Montini, outre ses activités au concile et à Milan, prend des positions publiques et fait des voyages qui en font un papabile de plus en plus vraisemblable après Jean XXIII. Il donne ainsi une image de modernité ouverte sur le monde tout en maintenant une position morale stricte.
Voyages
- en Amérique (juin 1960) : Montini accomplit un voyage de treize jours aux États-Unis et au Brésil à l'invitation de Juscelino Kubitschek, président de la République du Brésil, adressée à l'archevêque pour visiter le pays (Montini avait auparavant salué l'inauguration de la capitale Brasilia le 21 avril précédent). Il quitte Milan le 3 juin. Arrivé aux États-Unis, il passe une journée à New York en compagnie du cardinal Francis Spellman puis visite l'université Notre-Dame (Indiana). Il reçoit dans cette dernière un doctorat 'honoris causa' en même temps que le président Eisenhower, à qui il offre une statuette de bronze représentant un ange brisant une chaîne. Ensuite, le cardinal visite Chicago et Boston où il rencontre successivement le cardinal Albert Meyer et le cardinal Richard James Cushing. Puis, il se rend à Philadelphie, Washington puis New York à nouveau. Le 11 juin, l'archevêque atterrit à Brasilia où il est reçu comme un chef d'État. Il visite la capitale en compagnie du président Kubitschek. Il parcourt ensuite les villes de São Paulo (où il rencontre le cardinal Carlos Carmelo de Vasconcelos Motta) et de Rio de Janeiro. Il reçoit dans cette dernière un nouveau doctorat honoris causa et il rencontre Hélder Câmara qui lui fait visiter une favela de la ville. Montini rentre à Milan le 16 juin ;
- en Irlande (printemps 1961) : le cardinal Montini effectue un voyage privé en Irlande, où il revoit son ami Antonio Riberi (qu'il nomme cardinal en 1967) et Amleto Cicognani (qui devient secrétaire d'État en juillet suivant) ;
- en Afrique (19 juillet au 10 août 1962) : ayant lancé une mission en Rhodésie en 1961 et souhaitant revoir Hurley, archevêque de Durban, le cardinal Montini se rend en Afrique, devenant ainsi le premier cardinal européen à visiter le continent noir[52]. En Rhodésie, Montini visite la mission italienne et donne le sacrement de confirmation à des jeunes Africains. Puis, en Afrique du Sud, il bénit la première pierre d'une église mais ne rencontre pas les autorités politiques du pays (montrant ainsi son désaccord avec l'apartheid). Lors de l'étape suivante, au Nigeria, il visite les différents hôpitaux, écoles et missions de la région. Puis, au Ghana, il visite plusieurs sites et villes avant de rentrer à Milan.

Parmi ses prises de positions, on peut noter la condamnation assez ferme de La dolce vita de Federico Fellini, dans le cadre d'une polémique interne entre les jésuites et le conservateur Siri, polémique et interdiction qui aurait contribué paradoxalement au succès du film.

## Pape de l’Église catholique

### Conclave de 1963
Jean XXIII meurt le 3 juin 1963, à l’âge de 81 ans. Dans l'éloge funèbre qu'il prononce dans la cathédrale de Milan le 7 juin suivant, Montini exprime son admiration face au pape disparu, attestant que « sa tombe ne peut renfermer son héritage, ni la mort étouffer son esprit ». Le 15 juin, la veille de partir au conclave, Montini écrit au père Bevilacqua qu'il faut maintenant à l'Église « un pape efficace et sage », mais précise de suite « Non certes moi, comme l'habitude de désigner des papes préfabriqués peut l'insinuer ».
Montini part pour le conclave le 16 juin : il loge d'abord chez les sœurs de Marie-Enfant puis à Castel Gandolfo. Le 18 juin, il célèbre la messe à l'abbaye Sainte-Priscille.

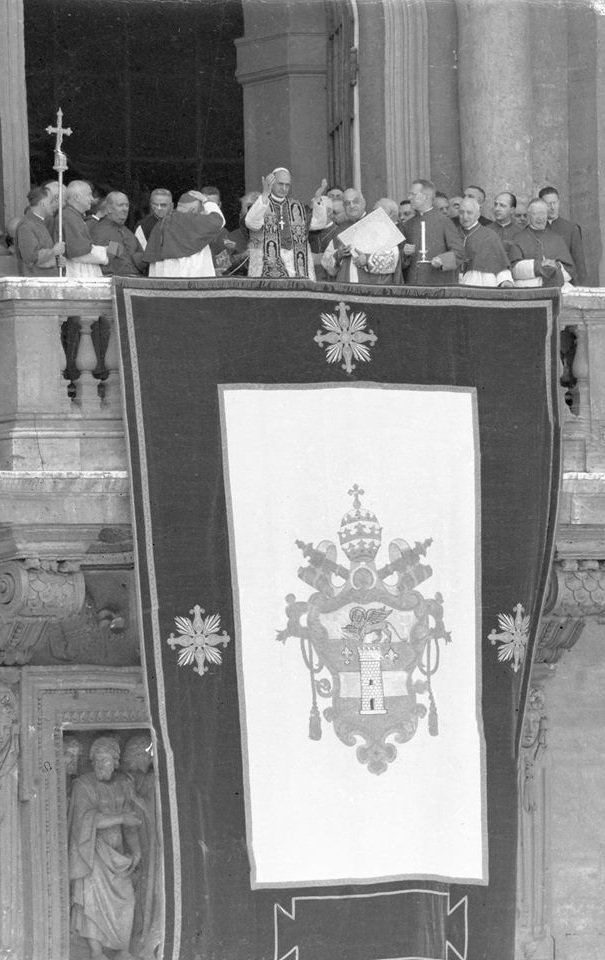
Première apparition de Paul VI au balcon après l'annonce de son élection le 21 juin 1963. La bannière comporte les armes de son prédécesseur.

Le conclave qui va élire le successeur de Jean XXIII s'ouvre dans l'après-midi du 19 juin 1963, dans la chapelle Sixtine. Avec 80 cardinaux présents, c'est à l'époque le conclave qui réunit le plus grand nombre d'électeurs de l'histoire.
Le premier scrutin commence le lendemain, 20 juin. Pour être élu, le futur pape doit recevoir au moins 54 voix en sa faveur. Les favoris, papables, sont les cardinaux Montini, Lercaro et Siri.
Après cinq scrutins, le cardinal Montini est élu pape au sixième tour, le 21 juin, avec quelque 60 voix : il a 65 ans. Il devance les cardinaux Siri, Lercaro, Antoniutti, Agagianian et Suenens. Il était pressenti favori par tous à tel point que le journal La Croix publia son édition spéciale sur sa nomination quelques minutes à peine après l'annonce officielle.
Au cardinal doyen (Eugène Tisserant) qui lui demande s'il accepte la lourde charge qui lui est confiée, Montini répond « Accepto in nomine domini » (« J'accepte au nom du Seigneur »), reprenant ainsi sa devise épiscopale. À la question portant sur le nom choisi, il répond « Vocabor Paulus » (« Je m'appellerai Paul ») : le nouveau pape se nomme donc Paul VI, en hommage à saint Paul et Paul V, pape qui avait mis en œuvre les décisions du concile de Trente et canonisa Charles Borromée.
Vers midi, le cardinal Ottaviani annonce l'élection du nouveau pape à la foule massée place Saint-Pierre. Selon la formule rituelle, il prononce ces mots : « Annuntio vobis gaudium magnum ; habemus Papam » (Je vous annonce une grande joie, nous avons un pape).
Quelques instants plus tard, le nouveau pape apparaît à la loggia de la basilique Saint-Pierre : il y donne sa première bénédiction Urbi et Orbi, mais ne prend pas la parole.

### Installation du nouveau pape

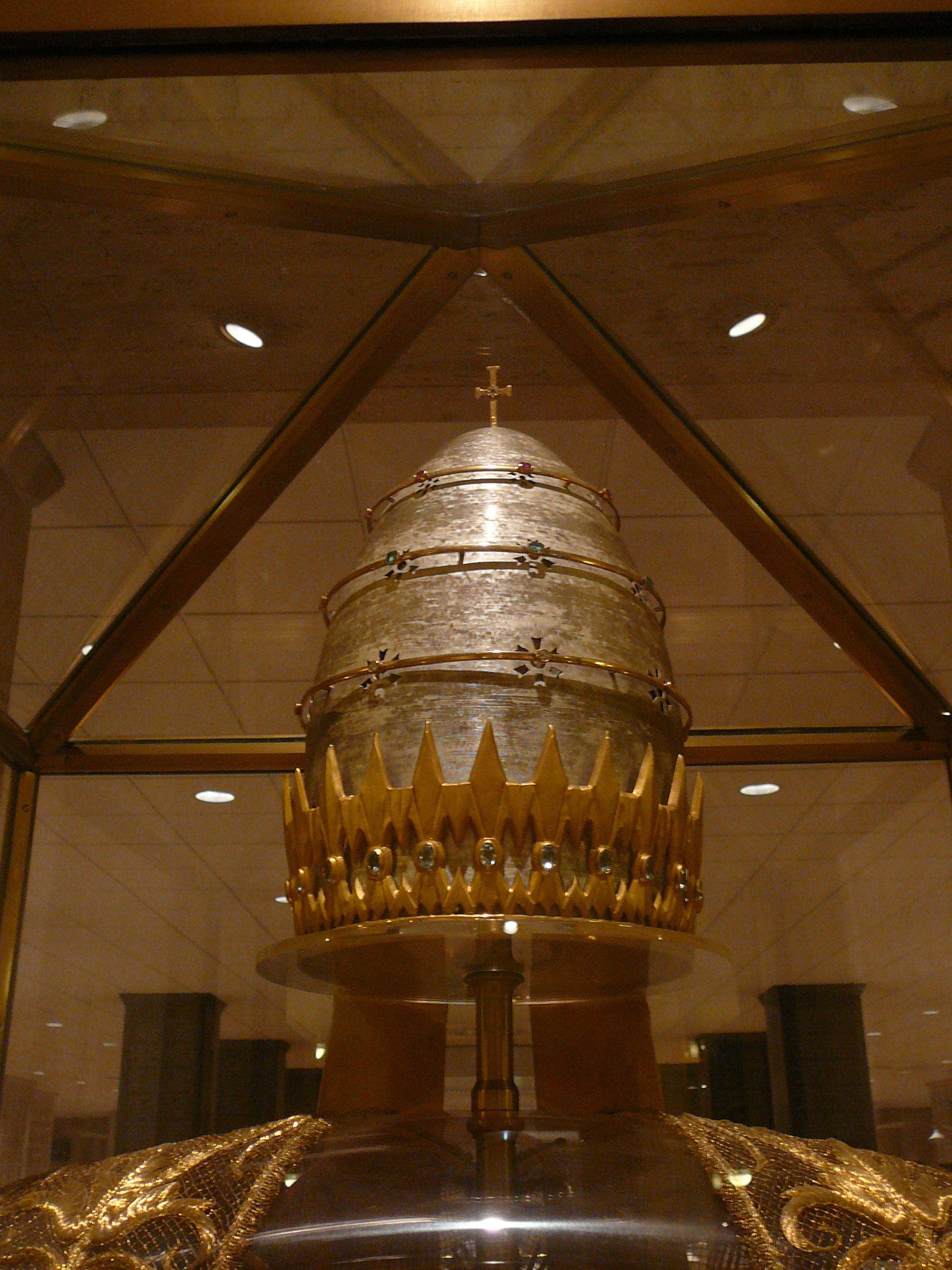
La tiare de Paul VI, exposée à Washington depuis 1968.

Après son apparition place Saint-Pierre, le nouveau pape retourne parmi les cardinaux et partage un banquet avec eux, en prenant la même place que pendant le conclave.
Le lendemain, il prend possession des appartements pontificaux, aux deuxième et troisième étages du palais du Vatican. Dès les mois suivants, il y ordonne d'importants travaux (entre autres : remplacement des meubles dorés par un mobilier au design moderne ; mise en place d'œuvres d'art contemporain dans les musées du Vatican, ; rénovation de la chapelle Pauline ; aménagement d'une terrasse sur le toit du palais pour sa promenade quotidienne, avec installation d'un ascenseur). Le premier soir où il loge dans ses appartements, il se plaint d'être gêné par le bruissement des fontaines de la place Saint-Pierre. Sous son pontificat, elles seront coupées tous les soirs à partir de 23 h puis remises en fonction le matin.
Le 22 juin, lendemain de son élection, le pape s'adresse aux cardinaux réunis dans la chapelle Sixtine dans un message retransmis par Radio Vatican. Il affirme les principaux objectifs de son pontificat : reprendre le concile Vatican II (« La partie la plus importante de notre pontificat sera occupée par la continuation du deuxième concile œcuménique du Vatican, vers lequel sont tournés les yeux de tous les hommes de bonne volonté. »), œuvrer à la paix entre les peuples et à l'unité des chrétiens.
Le 30 juin 1963 a lieu le couronnement de Paul VI. Pour la première fois dans l'histoire de la papauté, la cérémonie se déroule à l'extérieur de la basilique Saint-Pierre, en raison de l'affluence prévue. Une centaine d'États sont représentés par leur souverain ou chef d'État. Le pape arrive en sedia gestatoria. Au cours d'une longue cérémonie, l'épître et l'évangile sont chantés en latin puis en grec, puis Paul VI fait une allocution au cours de laquelle il parle en neuf langues. Il y déclare notamment : « Nous défendrons la Sainte Église contre les erreurs de doctrine et de pratique qui tant à l'intérieur qu'à l'extérieur de l'Église menacent son intégrité et cachent sa beauté ».
Après cette allocution, le cardinal Ottaviani, protodiacre, pose sur la tête du souverain pontife la tiare qui a été dessinée selon les indications du nouveau pape : simple et fuselée. Paul VI aura été le dernier pape à porter la tiare, son successeur Jean-Paul Ier la refusera.

### Le pape du concile

#### Reprise annoncée du concile
Le 27 juin 1963, le secrétaire d'État Amleto Cicognani annonce que le concile reprendra le 29 septembre. Pour préparer cette reprise, Paul VI réunit à deux reprises la commission de coordination, les 3 juillet et le 31 août. Il approuve l'idée d'organiser les sessions selon un plan précis, confirme le cardinal Suenens en tant que légat au sein du concile, et émet le souhait d'unifier les tendances traditionalistes et progressistes. Lors du mois d'août 1963 qu'il passe à Castel Gandolfo, le nouveau pape s'adonne aux derniers préparatifs de la reprise du concile : élargissement du conseil de présidence à douze membres (trois nouveaux membres nommés : les cardinaux Albert Meyer, Giuseppe Siri et Stefan Wyszyński) et nomination de quatre modérateurs chargés de diriger les travaux des congrégations générales (les cardinaux Julius August Döpfner, Giacomo Lercaro, Léon-Joseph Suenens et Grégoire-Pierre XV Agagianian).
Il précise ses intentions pour le IIe concile du Vatican dans un discours du 6 septembre : « Aujourd'hui, ce mot glorieux aggiornamento constitue tout un programme. Le concile œcuménique, chacun le sait, l'a fait sien, polarisant en lui les objectifs de réforme et de renouveau. Il ne faut pas voir dans cet adjectif qui accompagne les manifestations les plus hautes et les plus caractéristiques de la vie ecclésiale un fléchissement inconscient, mais nocif, vers le pragmatisme et l'activisme de notre temps, au détriment de la vie intérieure et de la contemplation, lesquelles doivent avoir la première place dans l'échelle de nos valeurs religieuses. »
Enfin, le 21 septembre, il s'adresse à la Curie romaine et lui annonce deux projets de réforme : création d'un conseil d'évêques du monde entier en qualité de membres dans les congrégations de la Curie romaine (futur motu proprio Pro comperto sane du 6 août 1967) et réforme générale de la Curie romaine (futur Règlement général de la Curie romaine du 22 février 1968).

#### Suite et fin des sessions du concile

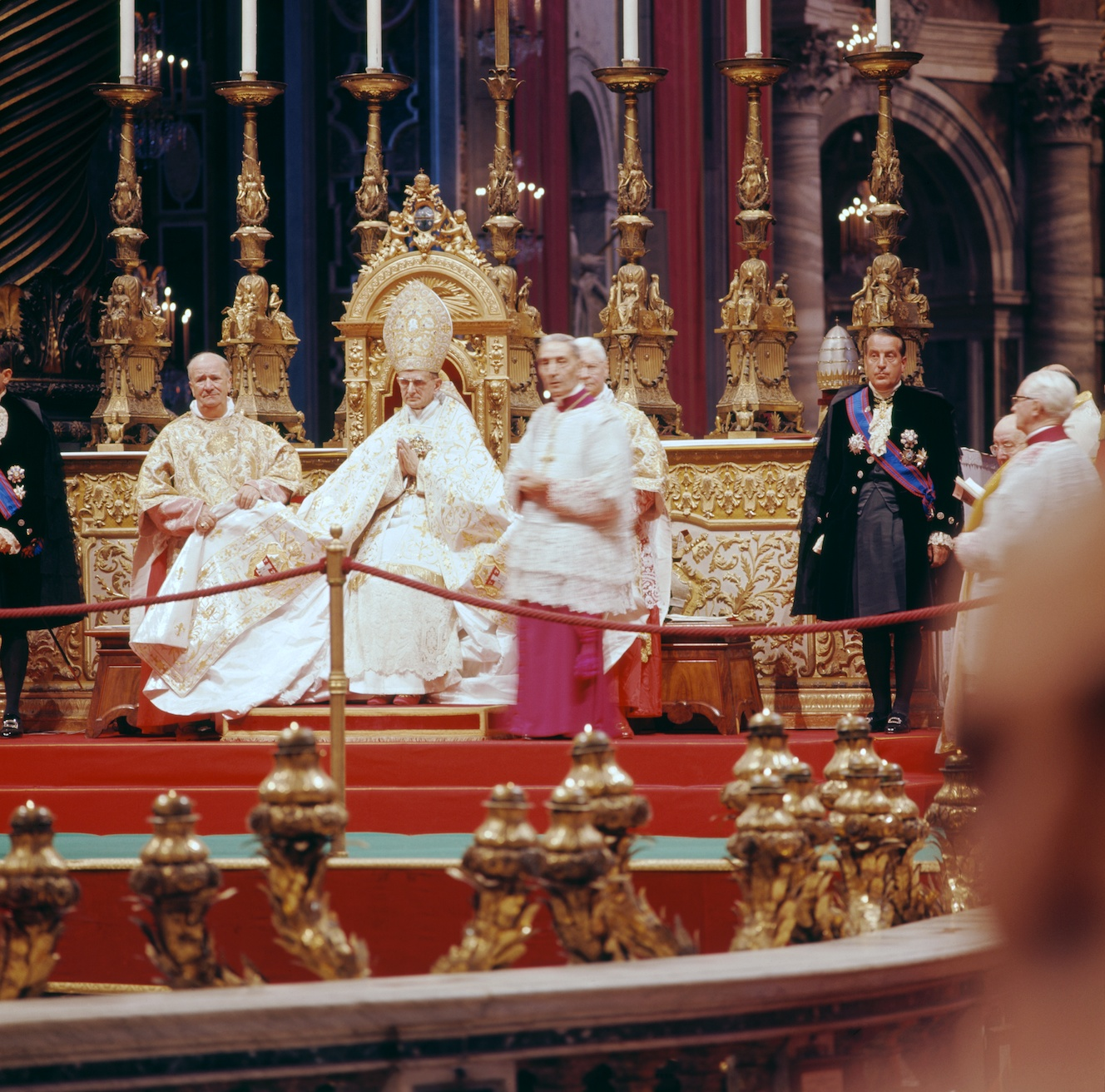
Le pape Paul VI lors du concile Vatican II, photographié par Lothar Wolleh.

La deuxième session du concile s'ouvre le 29 septembre 1963. Encore peu d'évêques des pays communistes sont présents à cette session. En revanche, nombreux sont les observateurs non catholiques et laïcs. Parmi ces derniers, outre Jean Guitton déjà présent lors de la première session, assistent désormais douze autres laïcs du monde entier (dirigeants d'organisations catholiques internationales). Ces observateurs prennent part à la rédaction de certains textes. La presse est aussi plus largement informée des déroulements de la session, une conférence de presse étant organisée quotidiennement.
Dans le discours d'ouverture de cette deuxième session, le pape réaffirme la vérité de la foi catholique mais invite en même temps à reconnaître les « richesses spirituelles » qu'ont gardées les « frères séparés » ; il affirme aussi que l'Église doit demander pardon pour les offenses qu'elle a commises dans le passé.
Plusieurs schémas y sont discutés, modifiés et renvoyés devant les commissions compétentes : le schéma sur l'Église, où a été âprement discutée la thèse de la primauté du pape ou à l'inverse celle de la collégialité des évêques ; le schéma sur la Vierge Marie, qui ne fut finalement qu'un chapitre à l'intérieur du schéma sur l'Église, et où la qualité de « Marie médiatrice de toutes grâces » ne fut pas adoptée. En outre, est discutée la question de la collégialité des évêques et les questions sur l'œcuménisme commencent à jaillir.
Lors de la clôture de cette session le 4 décembre 1963, Paul VI promulgue deux textes : le décret Inter Mirifica sur les moyens de communication sociale, et la constitution Sacrosanctum Concilium sur la liturgie. Enfin, le pape annonce solennellement qu'il accomplira son premier voyage à l'étranger en janvier suivant : un pèlerinage en Terre sainte. Cette annonce remarquable entraîna une salve d'applaudissements. C'est la première fois depuis Pie VII qu'un pape quitte l'Italie.

#### Mise en œuvre du concile
Selon René Laurentin, dès la fin du concile, Paul VI prend en main personnellement la tâche très importante de mise en œuvre des réformes, en évitant toute interférence. Puis, inquiet de la crise de 1968, de la contestation dans l'Église (lors du synode des évêques de 1969) ainsi que du peu de fruits des grandes ouvertures aux idées neuves (liberté, pluralisme, etc.), il s'attacha de manière prédominante au souci de restaurer l'ordre et les bases de l'Église.
En 1972, il déclare dans une homélie une phrase devenue célèbre : « Devant la situation de l'Église d'aujourd'hui, nous avons le sentiment que, par quelque fissure, la fumée de Satan est entrée dans le peuple de Dieu. Nous voyons le doute, l'incertitude, la problématique, l'inquiétude, l'insatisfaction, l'affrontement. »
Enfin, Paul VI aurait trouvé une issue à son déchirement entre rénovation et remise en ordre, dans une dynamique intérieure de l'Esprit Saint, caractérisée par une série de textes évocateurs. C'est dans cet esprit qu'il lança l'Année sainte de 1975, à partir de laquelle ses forces commencèrent à décliner et qu'il ralentit le rythme de ses réformes.

#### Dialogue interreligieux
Le dialogue avec les religions non chrétiennes, en particulier le judaïsme, se développe pendant le pontificat de Paul VI, sous l'impulsion de la déclaration Nostra Ætate.
En dehors du monde chrétien, le pape rencontre en 1971 Kalou Rinpoché lors de son premier voyage en Occident. Le 30 septembre 1973, Paul VI reçoit en audience le 14e dalaï-lama, Tenzin Gyatso au Vatican. Le 17 janvier 1975, il reçoit en audience le 16e karmapa, Rangjung Rigpe Dorje. En 1974, il rencontre les oulémas d'Arabie[réf. nécessaire].

#### Dialogue politique
Paul VI reste fidèle aux traditions italiennes qui fait du pape un acteur important de la vie politique et un leader, de fait, de la Démocratie chrétienne. Au moment où il lance l'Ostpolitik du Vatican par le biais de Casaroli pour améliorer le sort des catholiques vivant dans les pays communistes, Paul VI bloque toutes les tentatives du PCI et de son chef Berlinguer pour accéder au pouvoir en s'alliant à la Démocratie chrétienne. En effet, Paul VI ne veut pas donner l'impression de négocier avec les Soviétiques en position de faiblesse ou pour des raisons de politique intérieure. Le PCI ne s'y trompe pas et tente d'amadouer le pape. Il se retrouve en effet au cœur de la tension entre ces deux tendances de la démocratie chrétienne (celle anticommuniste de Giulio Andreotti, et celle favorable à l'alliance de son ancien étudiant Aldo Moro).

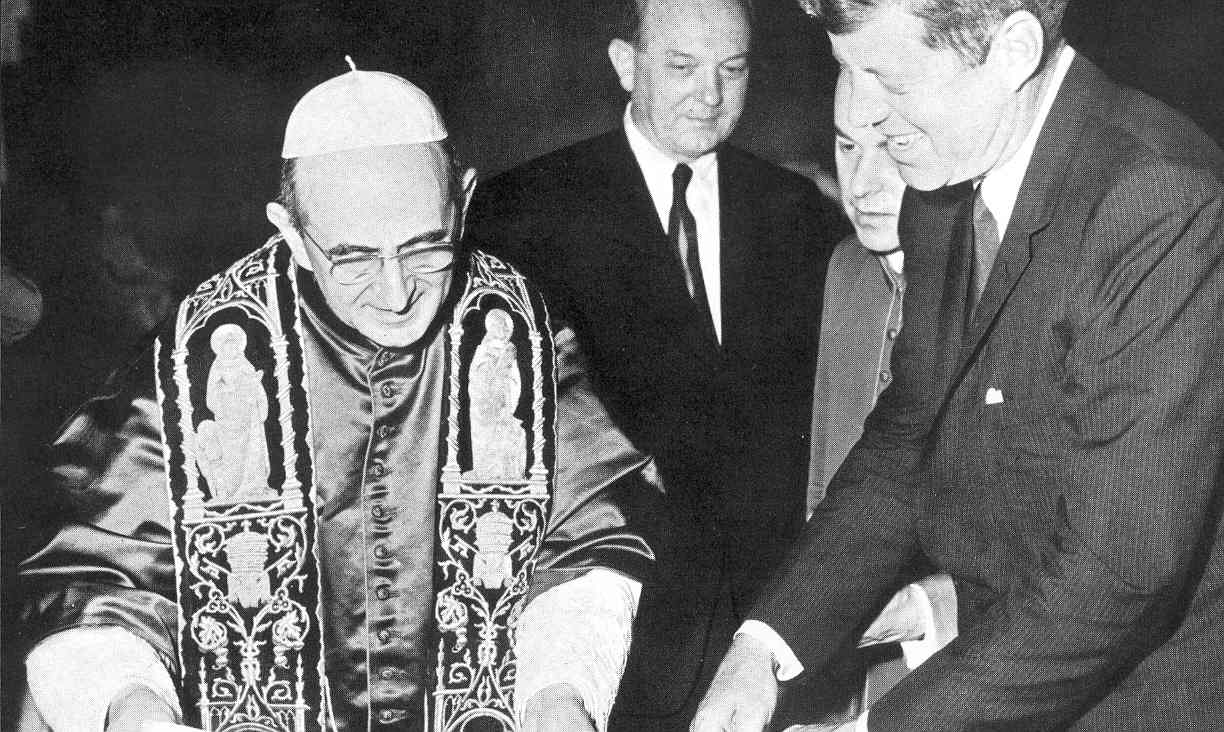
Paul VI avec le président américain John F. Kennedy, premier catholique à occuper cette fonction, le 2 juillet 1963, presque exactement un mois après la mort de Jean XXIII.

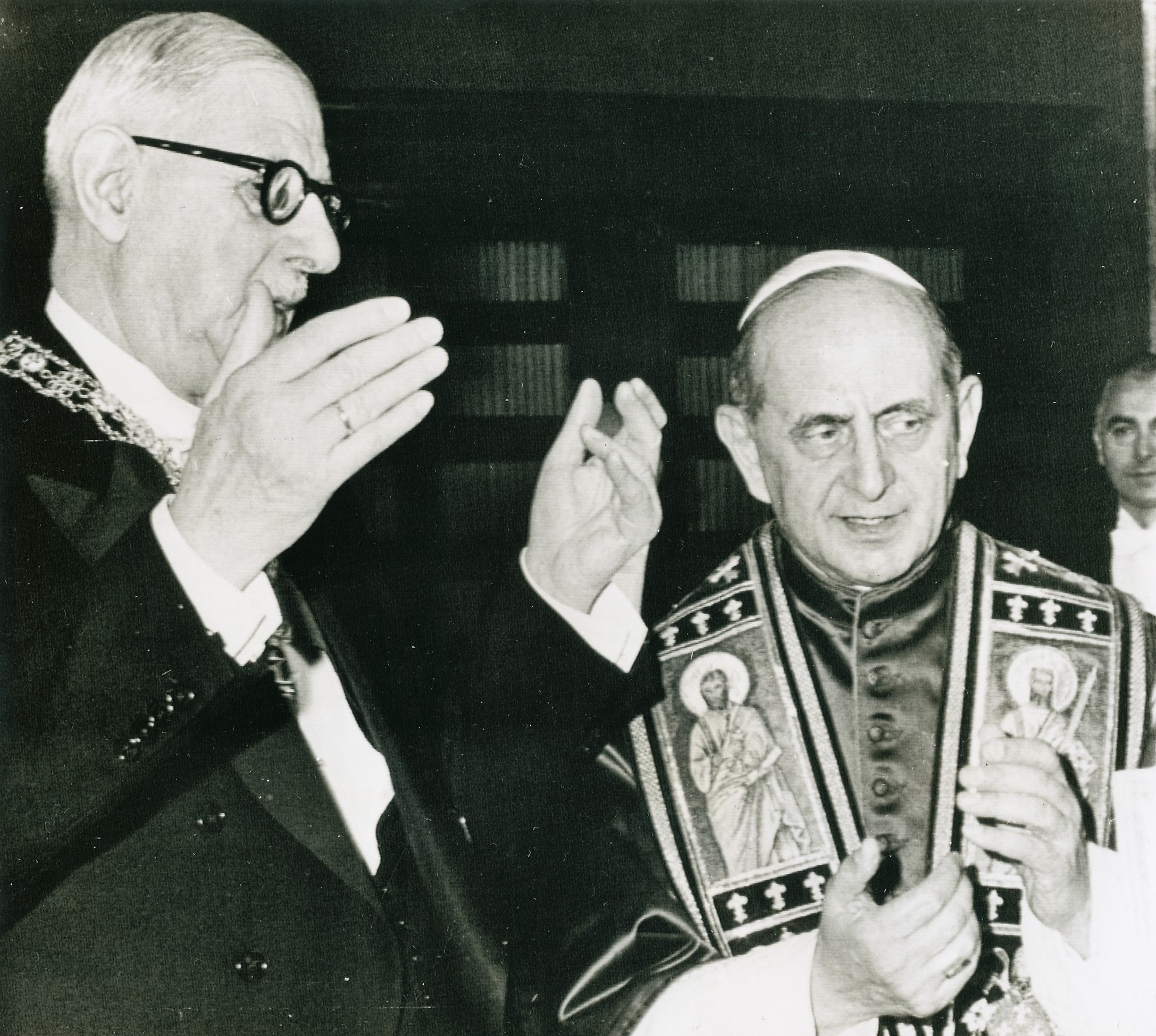
Le pape Paul VI avec le président de la République française Charles de Gaulle, le 2 juin 1967.

La veille du jour où il doit signer le "compromis historique", actant l'alliance gouvernementale entre Démocratie chrétienne et Parti communiste, Aldo Moro est enlevé par les Brigades rouges, dont le chef est Mario Moretti. Aldo Moro demande une négociation pour sa propre libération alors que le parti de la Démocratie chrétienne refuse, avec Andreotti, toute discussion avec les terroristes, appuyé en cela par le cardinal Giuseppe Siri qui déclare qu'Aldo Moro « a eu ce qu'il méritait ». Un des membres du commando est d'ailleurs le fils d'un ami du pape, qui est appelé au secours par Moro et qui écrit une lettre demandant la libération (mais en ayant ajouté « sans préalable »)[réf. nécessaire]. Moro dans ses lettres se montre critique vis-à-vis de cette action trop faible à son goût. Après l'assassinat de Moro qui affecte profondément le pape, il fait une homélie marquante.

#### Mariologie

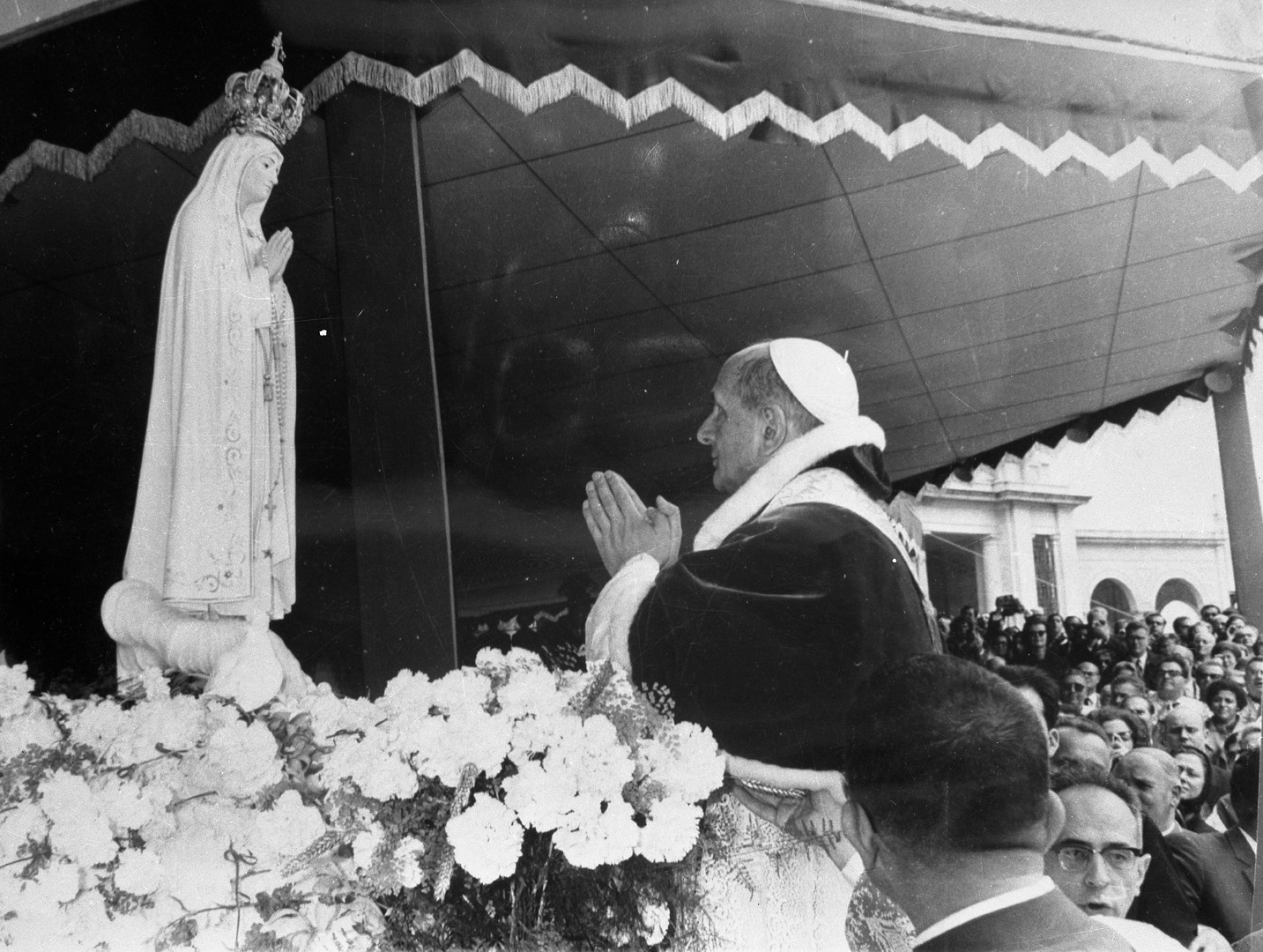
Paul VI devant la statue de Notre-Dame de Fátima le 13 mai 1967.

Le 3 février 1964, Geraldo de Proença Sigaud remet au pape un document, signé par 510 évêques de 78 pays, demandant de faire droit à une demande de Notre-Dame de Fátima : consacrer le monde au Cœur immaculé de Marie pour la conversion de la Russie. Paul VI ne fait pas droit à cette demande mais concède d'accorder à la Vierge Marie le titre de « Mère de l'Église » lors de la troisième session du concile.

#### Célibat des prêtres
Paul VI publie en 1967 une encyclique, Sacerdotalis Cælibatus, défendant le célibat des prêtres. Le 25 janvier 1970, dans le cadre du « Concile pastoral de la province ecclésiastique des Pays-Bas », les évêques néerlandais se prononcent en faveur de l'ordination d'hommes mariés. Après avoir exprimé « de graves réserves » dans une lettre du 2 février 1970 au cardinal Villot face à la suggestion de permettre l'ordination d'hommes mariés dans les cas de forte pénurie de prêtres, Paul VI décide de réunir, fin 1971, un synode des évêques sur ce thème. 107 pères optent pour une formule extrêmement restrictive, 87 adoptent une position proche de la réforme envisagée dans la lettre au cardinal Villot, et il y a 2 abstentions et 2 bulletins nuls. La réforme n'est pas adoptée. Pour Louis de Vaucelles, la procédure est responsable de cet échec : les dossiers préparés par les conférences épiscopales ont été sous-utilisés, il n'y a pas eu de débats, les échanges se réduisant à une série de monologues, et la présidence (trois présidents nommés par le pape) a éludé des questions de manière arbitraire. Ces difficultés ont été accrues par la diversité des mentalités et des situations pastorales.

### Le renouveau charismatique
Paul VI encouragea le renouveau charismatique catholique, qu'il considérait comme une chance pour l'Église et pour le monde.
Il déclara lors de son discours au IIIe congrès international du renouveau charismatique catholique, le 19 mai 1975 : « Car Dieu s’est fait homme en Jésus-Christ, dont l’Église est le Corps mystique, et c’est en elle que l’Esprit du Christ fut communiqué au jour de la Pentecôte, quand il descendit sur les Apôtres réunis dans « la chambre haute », « assidus à la prière », « autour de Marie, mère de Jésus » ».

### La profession de foi dePaulVI
Publiée sous forme de motu proprio le 30 juin 1968, à l'issue d'une « année de la foi », ce texte a été rédigé principalement par Jacques Maritain et transmis à Paul VI par le cardinal Journet

### L'encycliqueHumanæ Vitæet la sexualité

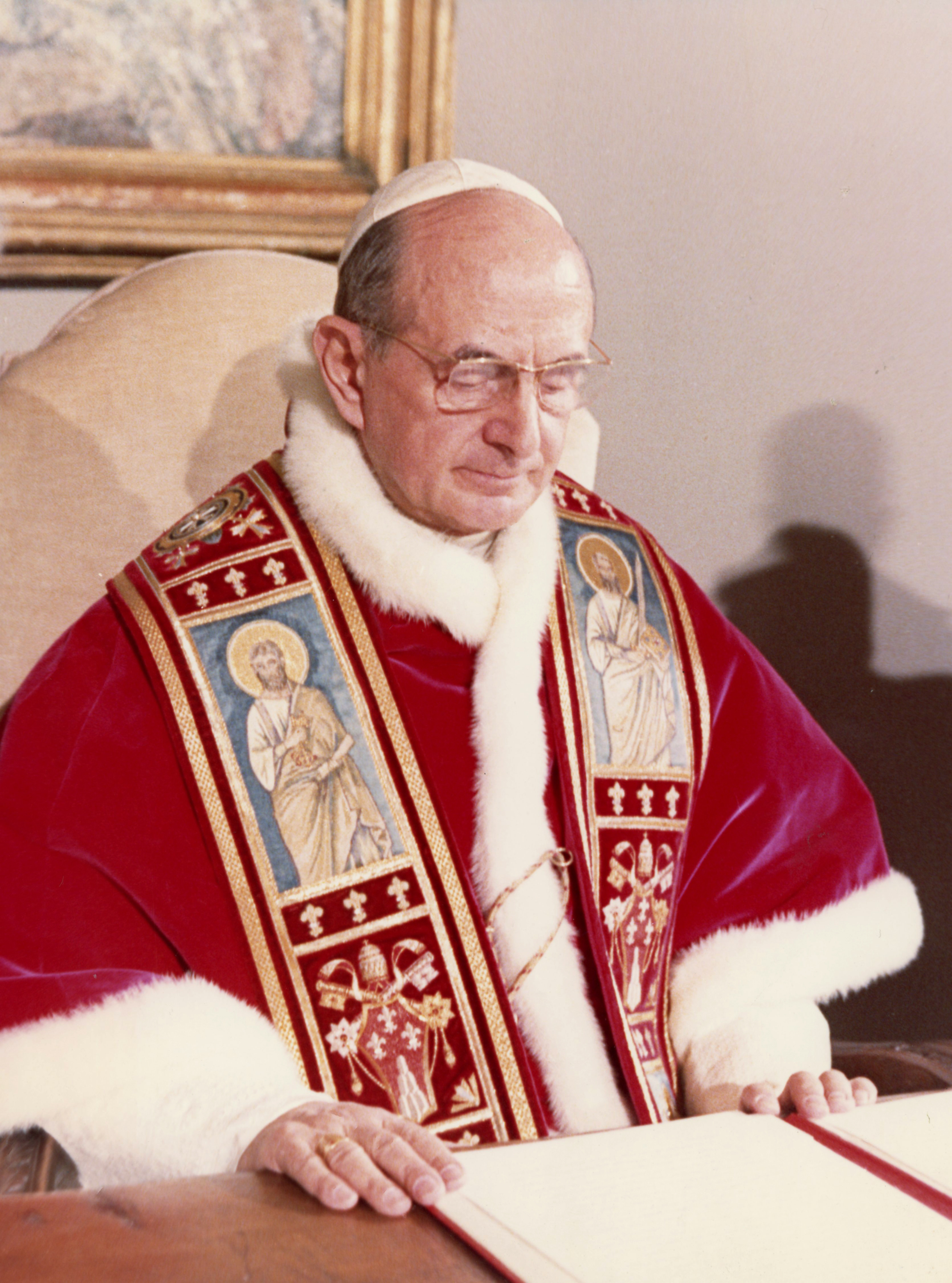
Paul VI au Vatican le 29 juin 1968.

Le 25 juillet 1968, Paul VI publie l'encyclique Humanae vitae, qui proscrit la contraception, tandis que la déclaration Persona Humana, qu'il publie le 29 décembre 1975, prône la chasteté avant le mariage, sanctionne la masturbation et interdit l'homosexualité.

### Préoccupations environnementales
Le pape Paul VI est le premier pape à avoir fait état de préoccupations écologiques.
Le lundi 16 novembre 1970, à l'occasion du 25e anniversaire de la FAO, il déclare :
« Mais la mise en œuvre de ces possibilités techniques à un rythme accéléré ne va pas sans retentir dangereusement sur l’équilibre de notre milieu naturel, et la détérioration progressive de ce qu’il est convenu d’appeler l’environnement risque, sous l’effet des retombées de la civilisation industrielle, de conduire à une véritable catastrophe écologique. Déjà nous voyons se vicier l’air que nous respirons, se dégrader l’eau que nous buvons, se polluer les rivières, les lacs, voire les océans, jusqu’à faire craindre une véritable « mort biologique » dans un avenir rapproché, si des mesures énergiques ne sont sans retard courageusement adoptées et sévèrement mises en œuvre. »
En 1971, pour le 80e anniversaire de l’encyclique Rerum novarum, il identifie dans sa lettre apostolique Octogesima adveniens l'environnement comme l'une des thématiques sociales émergentes que l’Église doit désormais considérer sérieusement :
« Brusquement l’homme en prend conscience : par une exploitation inconsidérée de la nature, il risque de la détruire et d’être à son tour la victime de cette dégradation. Non seulement l’environnement matériel devient une menace permanente : pollutions et déchets, nouvelles maladies, pouvoir destructeur absolu ; mais c’est le cadre humain que l’homme ne maîtrise plus, créant ainsi pour demain un environnement qui pourra lui être intolérable. Problème social d’envergure qui regarde la famille humaine tout entière. »
En juin 1972, il envoie un message pour l'ouverture de la conférence des Nations unies sur l'environnement de Stockholm :
« Mais comment ignorer les déséquilibres provoqués dans la biosphère par l’exploitation désordonnée des réserves physiques de la planète, même dans le but de produire de l’utile, comme le gaspillage des ressources naturelles non renouvelables ; les pollutions du sol, de l’eau, de l’air et de l’espace avec leurs atteintes à la vie végétale et animale ? Tout ceci contribue à appauvrir et à détériorer l’environnement de l’homme au point, déclare-t-on, de menacer sa propre survie. Il faut enfin relever avec force le défi lancé à notre génération de dépasser les objectifs partiels et immédiats pour aménager aux hommes de demain une terre qui leur soit hospitalière. »

### Allégations d'homosexualité
En avril 1976, un article de l'hebdomadaire Tempo relate les déclarations de l'ancien diplomate et écrivain français Roger Peyrefitte, qui dénonce la supposée hypocrisie de Paul VI sur la question de l'homosexualité. L'écrivain dit tenir de personnes de la haute noblesse italienne des informations selon lesquelles lorsqu'il était archevêque de Milan, Paul VI aurait eu une aventure homosexuelle avec un jeune acteur de cinéma, dont il dit connaître le nom. Paul Hofmann, correspondant à Rome du New York Times, reprend ces affirmations et donne le nom de l'acteur italien Paolo Carlini. De son côté, Franco Bellegrandi, membre de la Garde noble pontificale, affirme que Paul VI, alors archevêque de Milan, se serait fait interpeller par la police locale au cours d'une de ses visites nocturnes, que sous son pontificat des employés auraient été licenciés pour faire place à ses favoris, et réaffirme l'allégation selon laquelle l'acteur aurait eu libre accès aux appartements pontificaux.

### Tentative d'assassinat aux Philippines
Le 27 novembre 1970, à son arrivée à l'aéroport international de Manille, Paul VI réchappe d'une tentative d'assassinat perpétrée par Benjamín Mendoza y Amor Flores, artiste-peintre bolivien de trente-cinq ans originaire de La Paz. Déguisé en prêtre, crucifix en main, Mendoza parvient à approcher le pape avant de le frapper de deux coups de poignard dans le cou, portés de part et d'autre de la veine jugulaire. Le secrétaire particulier de Paul VI, Pasquale Macchi, atténue la violence des coups en retenant le bras de l'agresseur,. Le col rigide que porte le pape pour le soulager de l'arthrose cervicale contribue à la légèreté des blessures dont l'existence n'est toutefois révélée qu'après sa mort en 1979. Paul VI poursuit sa visite officielle selon le programme prévu. Mendoza, qui affirme lors de son procès « vouloir sauver l'humanité de la superstition », est condamné pour tentative de meurtre. Après avoir purgé une peine de 38 mois de prison aux Philippines, il est expulsé vers la Bolivie en 1974.

### Maladie, mort et funérailles
Dans les derniers mois de sa vie, Paul VI, déjà affaibli par une arthrose avancée, vit reclus et presque toujours alité dans sa résidence d’été de Castel Gandolfo. Malgré la fatigue et la fièvre, il continue de travailler autant que possible, recevant encore le président italien Sandro Pertini quelques jours avant sa mort et suivant de près les affaires de l’Église. Son entourage note qu’il a longuement médité sur la mort, qu’il souhaitait vivre dans la discrétion et l’offrir comme un « don d’amour à l’Église ».

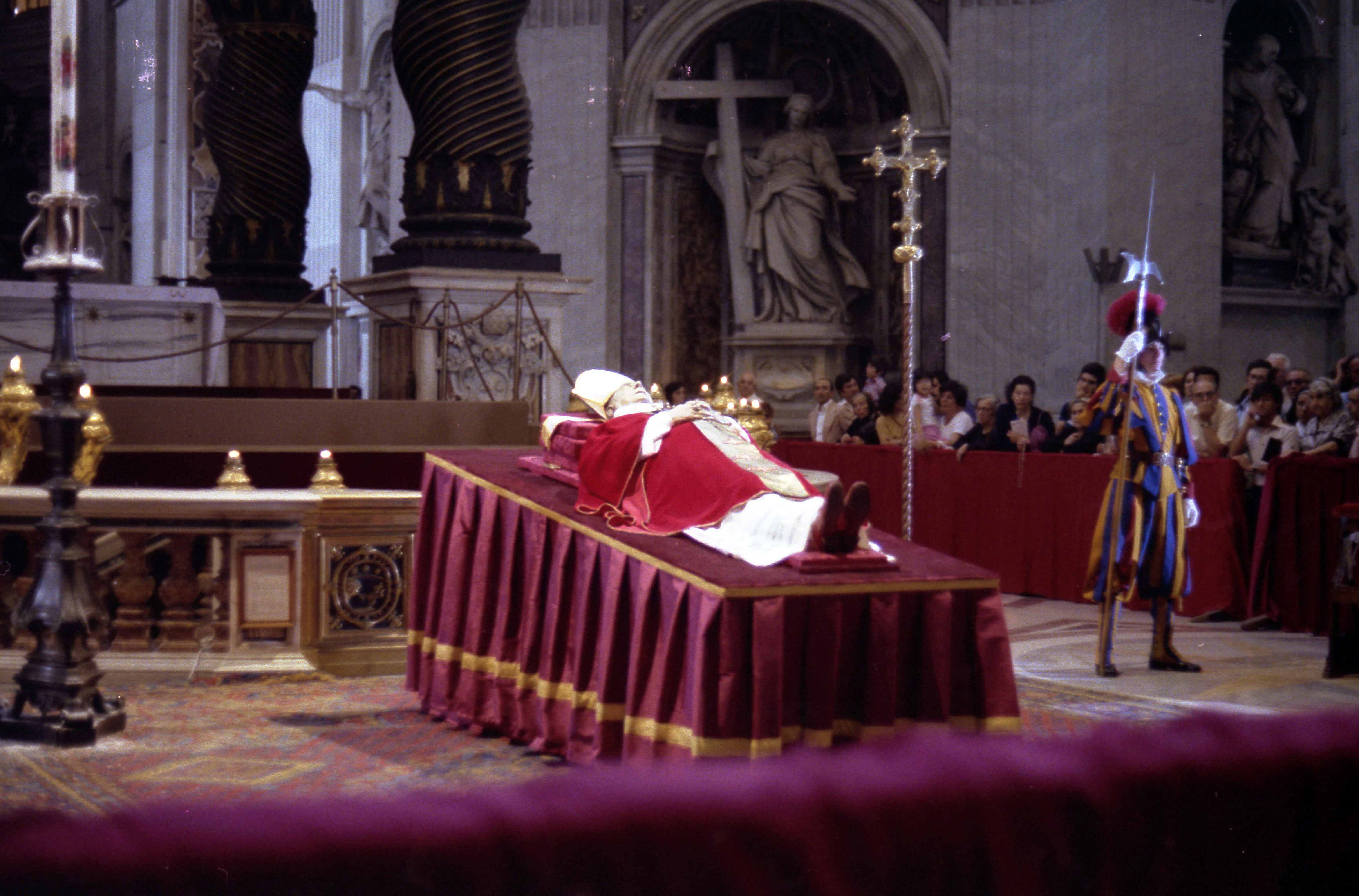
Le corps de Paul VI exposé dans la basilique Saint-Pierre de Rome, avant ses funérailles.

La nuit précédant sa mort, du 5 au 6 août 1978, est particulièrement agitée. Le matin du 6 août, fête de la Transfiguration, son état s’est aggravé au point qu’il doit renoncer à célébrer la messe en public. Il assiste alors, depuis son lit, à la messe célébrée par son secrétaire, don Pasquale Macchi, recevant l’onction des malades et la communion. Dans l’après-midi, il est victime d’une crise cardiaque suivie d’un œdème pulmonaire. Entouré de ses proches collaborateurs, le pape Paul VI s’éteint paisiblement à 21 h 40, à l’âge de 80 ans, après quinze ans de pontificat. Ses dernières paroles, prononcées d’une voix faible, sont une prière pour l’Église et pour le monde.
Les funérailles de Paul VI, célébrées le 12 août 1978 sur le parvis de la basilique Saint-Pierre, marquent une rupture avec la tradition : il avait expressément demandé des obsèques simples, sans le faste habituel, et que son corps ne soit pas exposé sur un catafalque élevé, mais placé à même le sol, recouvert d’un simple drap. La cérémonie, présidée par le cardinal Jean-Marie Villot, secrétaire d'État, réunit des milliers de fidèles, de cardinaux et de chefs d’État venus du monde entier. Après la messe solennelle, la dépouille du pape est inhumée dans les grottes vaticanes, sous la basilique Saint-Pierre, selon sa volonté de simplicité et d’humilité.
Lors du conclave d'août 1978 sera élu son successeur, Jean-Paul Ier, qui meurt rapidement le 28 septembre suivant après 33 jours de pontificat. Le cardinal polonais Karol Wojtyła succède à ce dernier sous le nom de Jean-Paul II, au terme du conclave d'octobre de la même année.

## Béatification et canonisation

### Béatification
Son procès en béatification a été ouvert en 1993 par l'Église catholique qui le reconnaît donc officiellement « Serviteur de Dieu ». Le pape Benoît XVI proclame l'héroïcité de ses vertus le 20 décembre 2012 : Paul VI devient donc, jusqu'en 2014, le vénérable Paul VI. Le pape Paul VI est béatifié le 19 octobre 2014, l'annonce officielle en a été faite par le Vatican, le 10 mai 2014.

### Canonisation

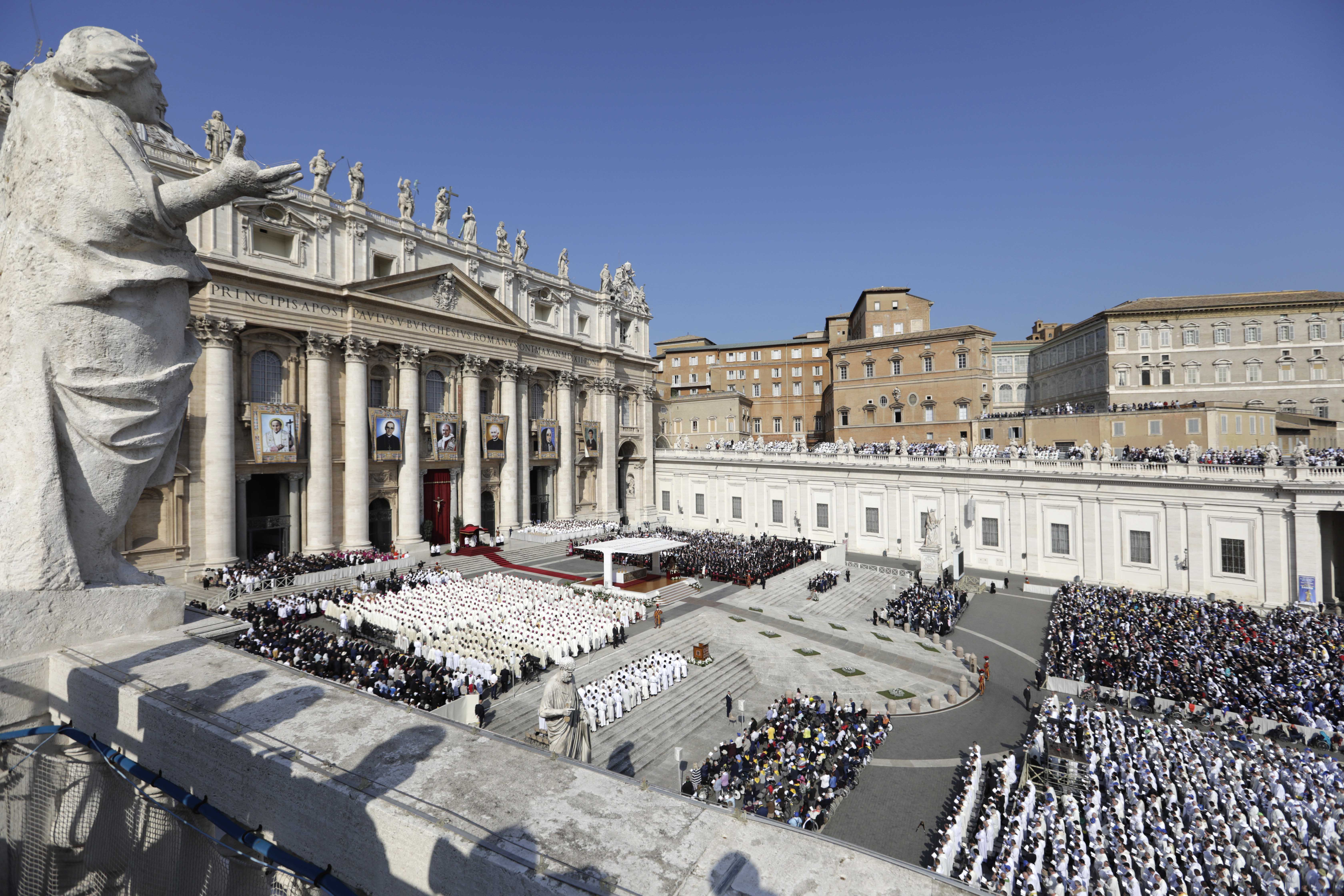
Canonisation de Paul VI sur la place Saint-Pierre le 14 octobre 2018.

Le 6 février 2018, la Congrégation pour les causes des saints attribue une guérison miraculeuse[Laquelle ?] à l'intercession de Paul VI. Le pape François le canonise le 14 octobre 2018 sur la place Saint-Pierre de Rome, durant le synode des évêques pour les jeunes. Il devient ainsi Saint Paul VI.

## Pastorale

### Textes

#### Encycliques
- Ecclesiam Suam (6 août 1964) ;
- Mense Maio (29 avril 1965) ;
- Mysterium Fidei (3 septembre 1965), sur la doctrine et le culte de l'eucharistie ;
- Christi Matri (15 septembre 1966) ;
- Populorum Progressio (26 mars 1967), sur le développement des peuples ;
- Sacerdotalis Cælibatus (24 juin 1967), sur le célibat sacerdotal ;
- Humanæ Vitæ (25 juillet 1968), sur le mariage et la régulation des naissances. Les réactions à cette encyclique furent très vives : elle apparaissait comme un acte d'autorité pontificale. En fait, le texte avait été préparé depuis 1965, date à laquelle Paul VI avait suspendu certains passages de la constitution Gaudium et spes. En outre, le pape souhaitait confirmer l'enseignement de Casti connubii de Pie XI, promulguée le 31 décembre 1930.

#### Exhortations apostoliques
- Quarta Sessio (28 août 1965) ;
- Postrema Sessio (4 novembre 1965) ;
- Petrum et Paulum Apostolos (22 février 1967) ;
- Signum Magnum (13 mai 1967) ;
- Recurrens mensis october (7 octobre 1969) ;
- Quinque iam anni (8 décembre 1970) ;
- Evangelica Testificatio (29 juin 1971) ;
- Marialis Cultus (2 février 1974) ;
- Nobis in Animo (25 mars 1974) ;
- Paterna cum benevolentia (8 décembre 1974) ;
- Gaudete in Domino (9 mai 1975) ;
- Evangelii Nuntiandi (8 décembre 1975).

### Voyages
Paul VI fut le premier pape depuis Pie VII à voyager hors d'Italie et à populariser la pratique de baiser la terre à son arrivée sur un sol étranger, pratique reprise par Jean-Paul II.

Carte des voyages de Paul VI.

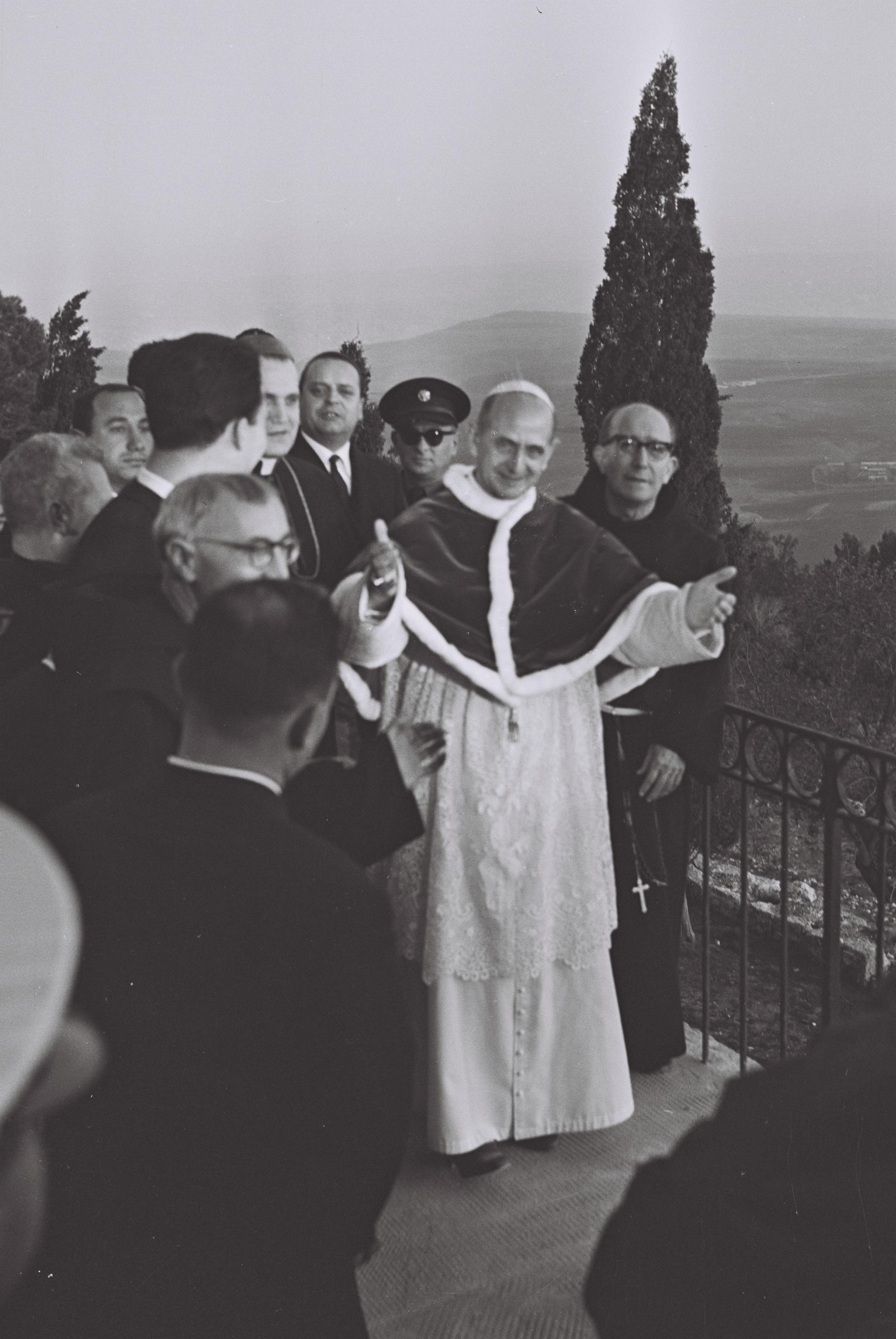
Le pèlerinage de Paul VI au mont Thabor en 1964.

Au cours de son pontificat, il prit part à onze voyages apostoliques, dont neuf hors d'Italie.
- Pèlerinage en Terre sainte (du 4 au 6 janvier 1964).  « Nous avons décidé, après mûre réflexion et non sans avoir beaucoup prié, de Nous faire pèlerin sur la terre de Jésus Notre Seigneur… Nous verrons ce sol béni, d'où partit Pierre et où nul de ses successeurs ne revint ». C'est lors du discours de clôture de la deuxième session conciliaire de Vatican II que Paul VI annonça son intention de faire un premier voyage en Terre sainte. Jusqu'à la dernière minute, le projet de pèlerinage était demeuré secret. 
À Jérusalem, il est submergé par la foule et manque d'être étouffé et piétiné. Il rencontre à cette occasion le patriarche œcuménique de Constantinople Athénagoras Ier. Paul VI déclara notamment : « grande est notre émotion, profonde est notre joie, en cette heure vraiment historique où, après des siècles de silence et d'attente, l'Église catholique et le Patriarcat de Constantinople se retrouvent à nouveau… » Après une déclaration commune, ils s'échangèrent des cadeaux (Athénagoras remit à Paul VI une icône représentant deux apôtres, Pierre le « coryphée » et André, le premier à suivre Jésus-Christ) ;
- Pèlerinage en Inde (du 2 au 5 décembre 1964). Il se rendit à Bombay en Inde. Après son voyage œcuménique en Terre sainte, Paul VI effectue ici un voyage sur le thème de la pauvreté. S'adressant au peuple de l'Inde, le pape s'adressait en fait au monde entier, en demandant : « Puissent les nations cesser la course aux armements et consacrer en revanche leurs ressources et leurs énergies à l'assistance fraternelle aux pays en voie de développement. Puisse chaque nation… consacrer, fût-ce une partie de leurs dépenses militaires, à un grand fonds mondial pour la solution des nombreux problèmes qui se posent pour tant de déshérités… » ;
- Congrès eucharistique national d'Italie (1965) ;
- Visite à l'Organisation des Nations unies (du 3 au 4 octobre 1965). Il part aux États-Unis où il prononce le 4 octobre 1965 un discours devant l'Assemblée générale de l'ONU à New York. Après avoir rappelé le propos de John Kennedy quatre ans plus tôt, « l'Humanité devra mettre fin à la guerre ou c'est la guerre qui mettra fin à l'Humanité », il ajouta « … jamais plus la guerre, jamais plus la guerre ! C'est la paix, la paix qui doit guider le destin des peuples et de toute l'Humanité ! » ;
- Pèlerinage à Fátima (le 13 mai 1967). Visite du pape au sanctuaire de Notre-Dame de Fátima au Portugal, pour le cinquantenaire des apparitions. Sœur Lucie, seul enfant encore vivant à avoir vu les apparitions de la Vierge Marie, est présente au côté du pape qui lui donne la communion ;
- Visite en Turquie (juillet 1967). Paul VI devient le premier pape à visiter la Turquie, où il rencontre le 25 juillet 1967 le patriarche Athénagoras Ier à Istanbul, pour une nouvelle rencontre œcuménique (Athénagoras Ier sera reçu par le pape à Rome, trois mois plus tard, du 26 au 28 octobre 1967) ;
- Pèlerinage apostolique à Bogotà (août 1968). Il est le premier pape à aller en Amérique latine, en allant en Colombie célébrer des messes à Bogota et Medellín. Plus d'un million de personnes se massent le long du parcours qu'emprunte le cortège de Paul VI, de l'aéroport à la place Bolivar. Il va réunir pendant son séjour tous les évêques d'Amérique latine à une conférence épiscopale. Celle-ci va servir à redéfinir l'engagement de l'Église à l'endroit des pauvres et à donner naissance au concept de théologie de la libération ;
- Visite à Genève (10 juin 1969). Paul VI est reçu à Genève, en Suisse, il parla devant l'Organisation internationale du travail et devant le Conseil œcuménique des Églises ;
- Pèlerinage en Ouganda (juillet 1969). Premier pape à aller en Afrique, il va prêcher en Ouganda, pour honorer les martyrs de ce pays. Il voulut consacrer lui-même le maître-autel du sanctuaire de Namugongo, érigé sur le lieu où Charles Lwanga et ses compagnons subirent le martyre ;
- Pèlerinage au sanctuaire marial de la basilique Notre-Dame de Bonaria à Cagliari (1970) ;
- Pèlerinage en Asie orientale, Océanie et Australie (du 26 novembre au 5 décembre 1970). Paul VI effectue une série de visites pastorales en Asie orientale et Océanie. Les 26 et 27 novembre, il commence par Téhéran en Iran. Le 27 novembre, il fait une halte à Dacca au Pakistan oriental (actuellement le Bangladesh), avant de séjourner du 27 au 30 novembre à Manille aux Philippines, où il échappe à un attentat perpétré par Benjamín Mendoza y Amor Flores, un Bolivien. Le 30 novembre, il fait une halte à Pago-Pago aux Samoa occidentales. Du 30 novembre au 3 décembre, il est à Sydney en Australie. Du 3 au 4 décembre, il est à Jakarta en Indonésie. Il fait une halte le 4 décembre à Hong Kong, avant d'aller à Colombo au Sri Lanka les 4 et 5 décembre.

### Audiences
La première audience générale de Paul VI a lieu le 13 juillet 1963. Jusqu'à sa mort, il tiendra une audience hebdomadaire tous les mercredis, sauf les jours de fête et ceux où il y a un empêchement majeur (voyage, maladie, retraite de carême). Certaines de ces audiences ont lieu dans la salle Paul VI, inaugurée en 1971 et pouvant accueillir jusqu'à 12 000 personnes debout.

## Décorations

### Ordres pontificaux
- Grand maître de l'ordre du Christ.
- Grand maître de l'ordre de l'Éperon d'or.
- Grand maître de l'ordre de Pie IX.
- Grand maître de l'ordre de Saint-Grégoire-le-Grand.
- Grand maître de l'ordre de Saint-Sylvestre.

### Décorations étrangères
- Grand-croix de l'ordre du Mérite de la République fédérale d'Allemagne
- Chevalier grand-croix de l'ordre du Mérite de la République italienne
- Médaille d'argent du mérite de la Croix-Rouge italienne
- Grand-croix de l'ordre de Charles III (Espagne)